# هنر اسلامی

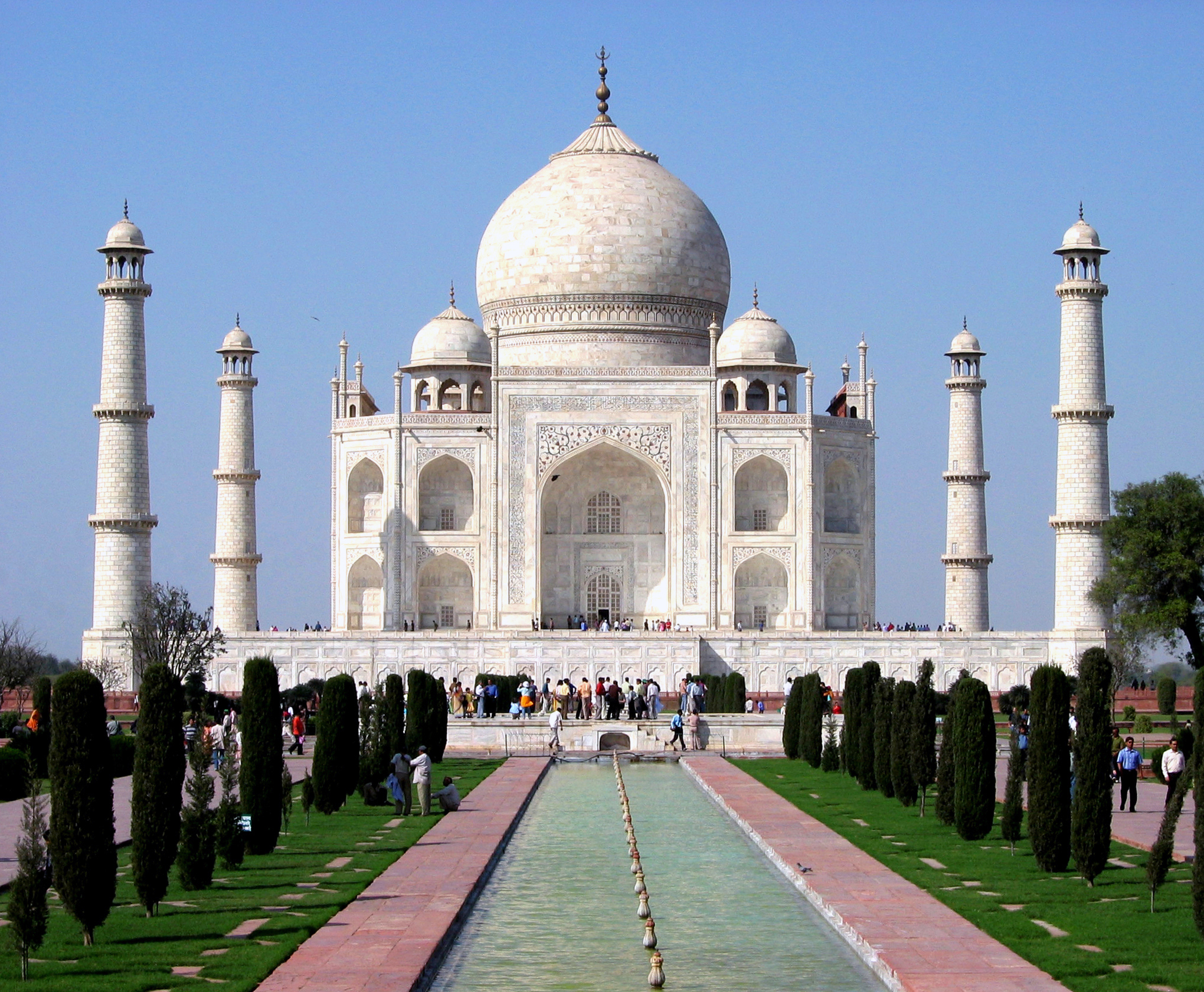
تاج محل نمادی از عشق ابدی. نمونه‌ای از معماری گورکانی، آگرا، هندوستان

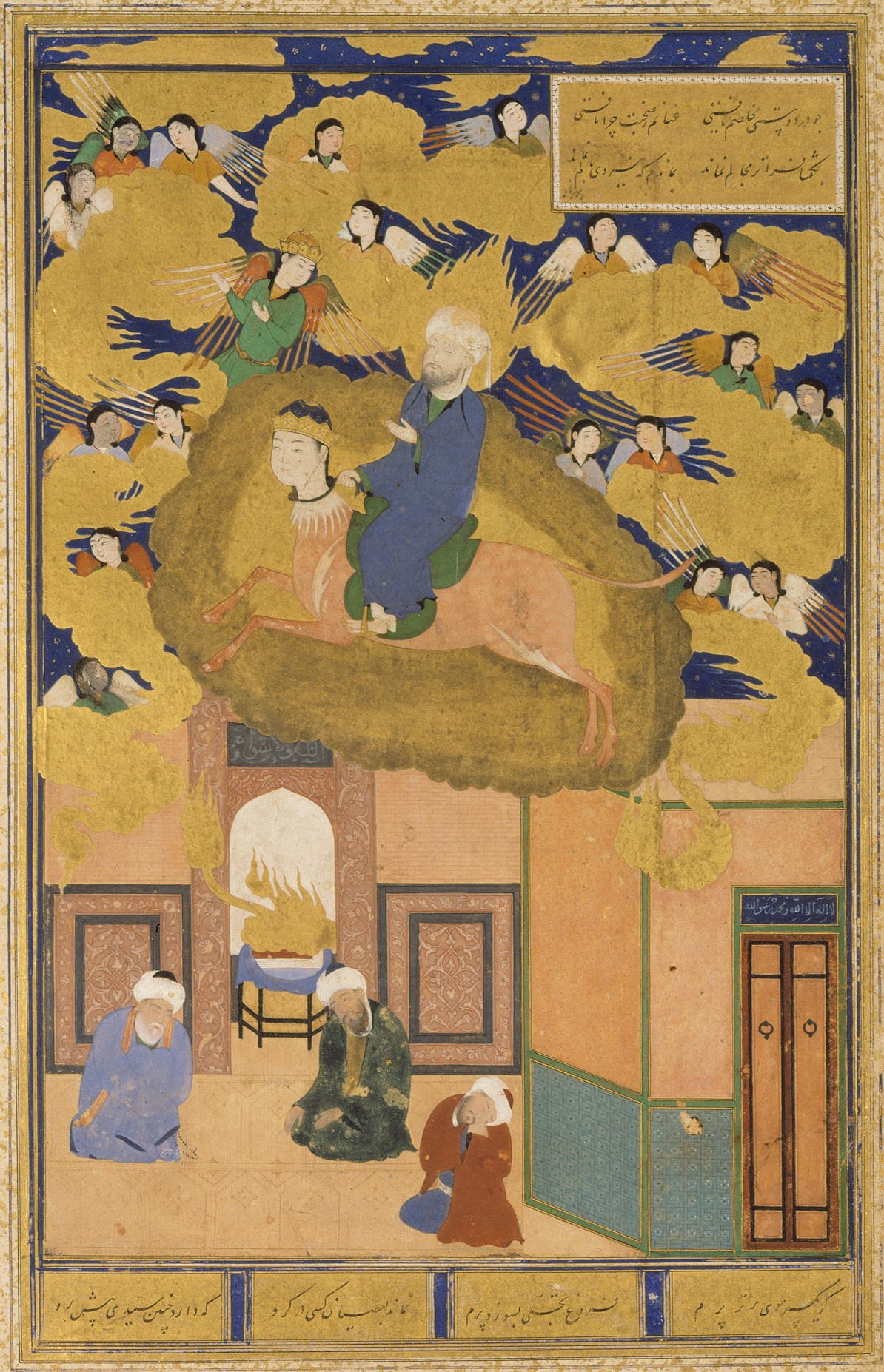
تصویری از پیامبر اسلام در معراج صفحه‌ای از بوستان سعدی. نقاش: نامعلوم، خوشنویس: سلطان محمد نور بخارا ۱۵۱۴م)

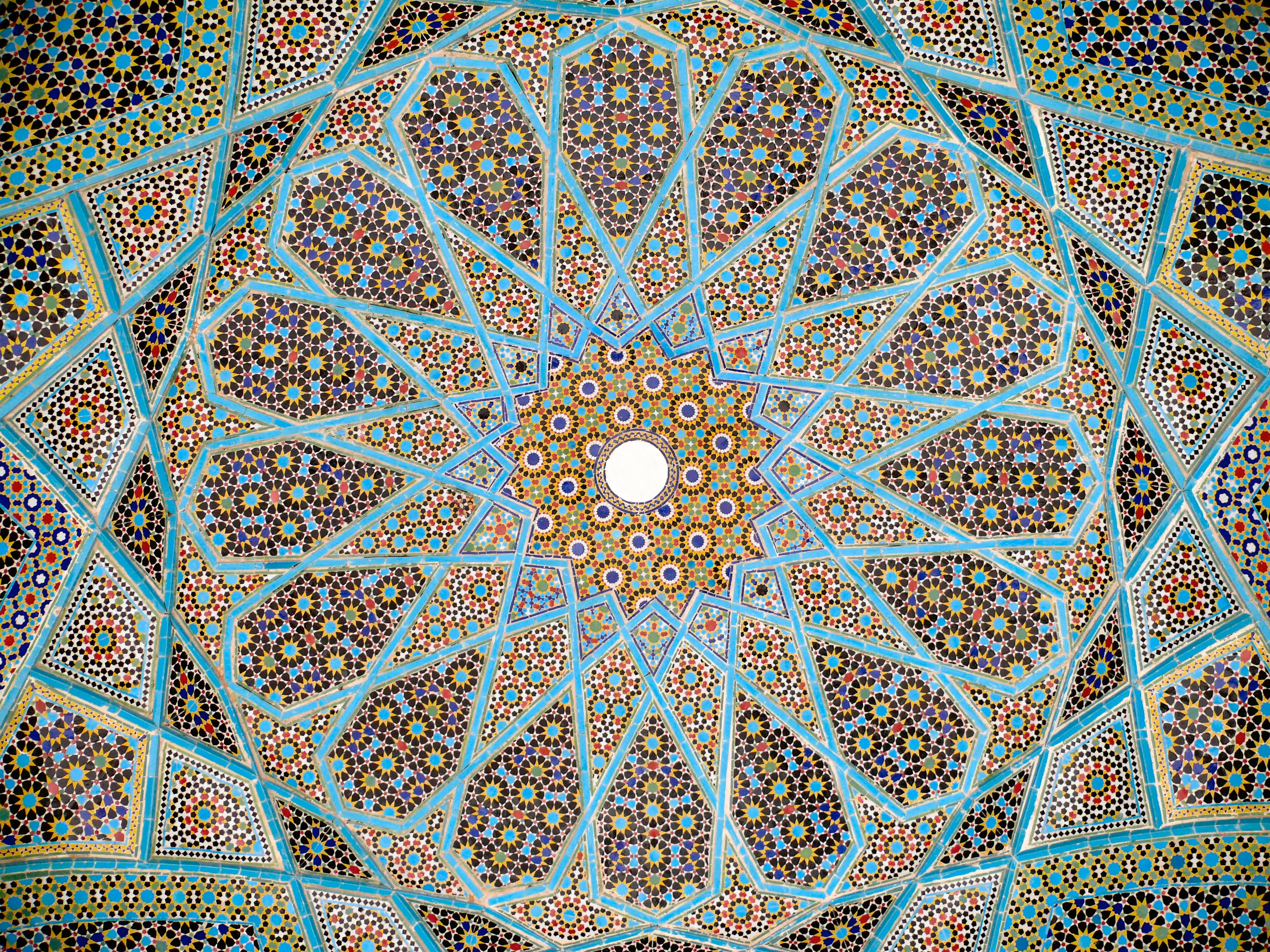
سقف آرامگاه حافظ - کاشی معرق

هنر اسلامی شامل هنرهای تجسمی خلق شده در دنیای اسلام می‌باشد. هرچند ممکن است این هنرها در مواردی با تعالیم و شریعت اسلام انطباق نداشته باشد ولی تأثیر فرهنگ اسلامی و منطقه‌ای در آن به‌خوبی نمایان است. هنر اسلامی یکی از دوران‌های شکوهمند تاریخ هنر و یکی از ارزشمندترین دستاوردهای بشری در عرصه هنری به‌شمار می‌آید و شامل انواع متنوعی از هنر همچون معماری اسلامی، خوشنویسی، نقاشی، سفالگری، قالیبافی، فرش بافی، گلدوزی اسلامی و مانند آن‌ها می‌شود.
بعد از ظهور اسلام، این دین از نظر اجتماعی، فرهنگی، سیاسی و اقتصادی بر جامعه‌ها تأثیر گذاشت. هنر نیز تحت تأثیر این دین در این جامعه‌ها دچار تغییر و تحولاتی شد و با نام جدید هنر اسلامی شناخته شد.
هنر اسلامی هنری نیست که فقط به مسائل مذهبی اسلام ارتباط داشته باشد. اصطلاح «اسلامی» نه تنها به مذهب، بلکه به فرهنگ غنی و متنوع مردمان سرزمین‌هایی که آیین اسلام در آن رواج دارد نیز اشاره می‌کند. هنر اسلامی غالباً عناصری غیرمذهبی را که توسط برخی از علمای اسلامی حرام شمرده نشده نیز دربر می‌گیرد همچنین به‌آن دسته از مفاهیم و موارد هنری که در درون جوامع اسلامی تحت تأثیر عوامل منطقه‌ای و فرهنگ بومی به وجود آمده‌است نیز هنر اسلامی گفته می‌شود. در واقع برخلاف هنر قرون وسطایی اروپا که می‌توان آن را هنر دینی توصیف کرد، در هنر اسلامی لزوماً شاهد تأثیرگذاری اندیشهٔ دینی نیستیم.
هنر اسلامی در ابتدا با الهام از هنر رومی، هنر مسیحی ابتدایی (به خصوص هنر بیزانسی) و هنر ساسانی توسعه یافت، و بعدها از هنر عشایری آسیای مرکزی نیز الهام گرفت. هنر چینی در نقاشی اسلامی، سفالگری و منسوجات اسلامی نقشی سازنده داشته‌است.
در میان آیات قرآن یا تعالیم شخص پیامبر اسلام به موارد کمی دربارهٔ هنر برمی‌خوریم. بازنمایی تصویری موجودات زنده در قرآن به‌صراحت منع نشده، با این وجود بسیاری از مسلمانان ترسیم چهره‌ها و موجودات زنده را خطری به سوی بت‌پرستی به‌شمار می‌آوردند و گناه می‌دانستند؛ بنابراین هنر اسلامی اغلب بر خلق زیبایی با نقوش انتزاعی و استفاده از حروف، متمرکز بوده‌است. و به دلیل محدودیت نسبی سایر هنرها همچون نقاشی، مجسمه‌سازی، موسیقی، و حتی گاهی، حرام شمردن آن‌ها مسلمانان به توسعه سبک‌های مختلف در زمینه‌هایی انتزاعی سوق داده شدند.
عمدهٔ مسلمانان تصویرگری چهره پیامبر اسلام را مردود می‌شمردند و حتی گاهی تصویرگری جانداران و انسان نیز مورد قبول بخشی از مسلمانان نبود. با این وجود همواره در سرزمین‌های اسلامی تصاویری از انسان و موجودات زنده دیگر نقش می‌شد و به مواردی از تصویرسازی چهره پیامبر نیز برمی‌خوریم. افزون بر منع تصویرسازی چهره پیامبر، مفهوم و تصویر ذهنی خداوند به صورتی که در آیین هندو و مسیحیت رایج است در اسلام مرسوم نبود.
این همه به علاوهٔ دلایل اقلیمی، اجتماعی و فرهنگی و رقابت با تمدن‌های دیگر موجب شد تا هنرمندان و هنرپروران در سراسر سرزمین‌های اسلامی به اشکالی از هنرهای انتزاعی مانند خوشنویسی، نقوش هندسی یا اسلیمی و معماری توجه ویژه داشته باشند.
هنر اسلامی بسیار محدودتر از هنر مسیحی یا بودایی است که مشخصاً فرم‌هایی از هنر - اعم از مجسمه، نقاشی، موسیقی یا رقص - را به کلیسا یا معابد می‌کشاند. ثروت عکاشه محقق مصری می‌نویسد: «نقاشی دینی در دوره‌های نخستین اسلامی، از آن استقبال و تشویقی که نزد بوداییان و مسیحیان معمول بود، بهره‌ای نداشت. مساجد از تصاویر دینی خالی بود و از نقاشی برای آموزش‌های دینی و پرورش اعتقادات مذهبی، تا پیش از سده ۸ ه‍.ق/۱۴ م استفاده نمی‌شد»
در هنر اسلامی به عناصر تکرار شونده زیادی برمی‌خوریم مانند استفاده از طرح‌های هندسی یا ترسیمی انتزاعی از گل و گیاه که به اسلیمی معروفند. نقوش اسلیمی در هنر اسلامی اغلب به عنوان نمادی از طبیعت بیکرانی به‌کار می‌رود که مخلوق خداست. گاهی نقوش اسلیمی تکراری عمداً توسط هنرمند با نقص طراحی شده‌اند تا نشان دهند ایجاد کمال تنها خاص خداوند است، هرچند این نظریه مورد قبول همگان نیست.

## معماری

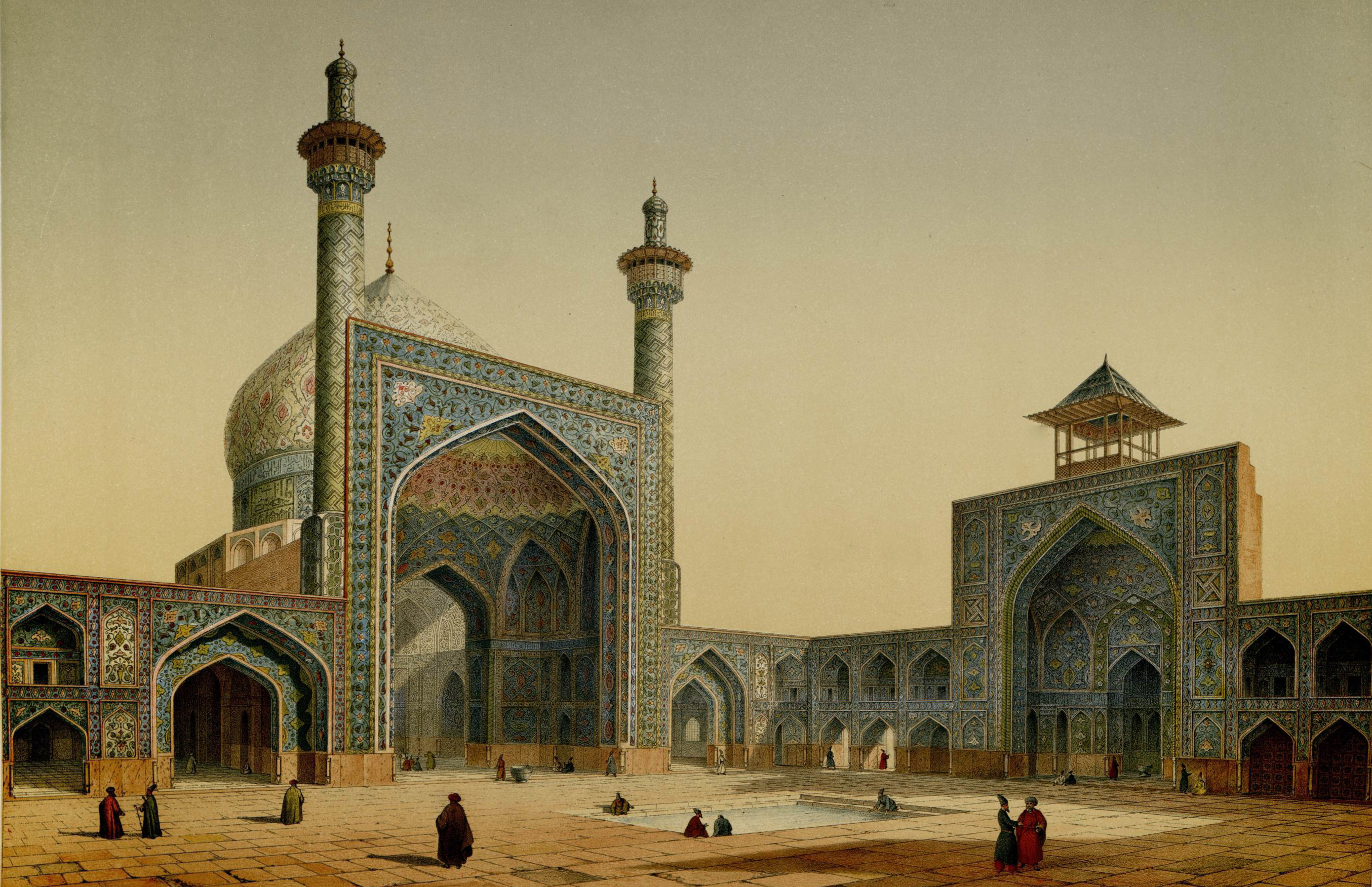
مسجد شاه اصفهان در سال ۱۸۴۱ میلادی، اثر پاسکال کوست.

شاید یکی از مهم‌ترین نمودهای هنر اسلامی معماری باشد. به‌ویژه مساجد چهار ایوانه و ستون‌دار که معرف هنر معماری اسلامی است. این عمارت‌های باشکوه، می‌تواند تأثیر فرهنگ‌های متفاوت در درون تمدن اسلامی را نشان دهد. به عنوان مثال عناصر رومی ـ بیزانسی، در معماری شمال آفریقا و اسپانیای اسلامی، در کاخ الحمراء در گرانادا، یا در مسجد جامع قرطبه به خوبی قابل مشاهده است.
نقش گنبد در معماری اسلامی بسیار قابل توجه بوده و طی قرن‌ها گنبد در معماری اسلامی مورد استفاده قرار گرفته‌است. قدیمی‌ترین گنبد باقی‌مانده در تاریخ اسلام، بخشی از بنای تاریخی قبةالصخره متعلق به سال ۶۹۱ میلادی است. یکی دیگر از گنبدهای شاخص متعلق به بنای زیبای تاج محل متعلق به معماری هندی ـ ایرانی از سده ۱۷ میلادی است. در اواخر سده نوزدهم میلادی گنبدهای اسلامی با معماری غربی ادغام شد.
هنر اسلامی به ویژه معماری اسلامی بر پنج بایهٔ مردم واری، خودبسندگی، پرهیز از بیهودگی، بهره‌گیری از پیمون (مدول) و نیارش و درون‌گرایی نهاده و بی شک هنرمندان مسلمان ایران بیش از از دیگران بدان‌ها پای بند بوده‌اند.

## خوشنویسی

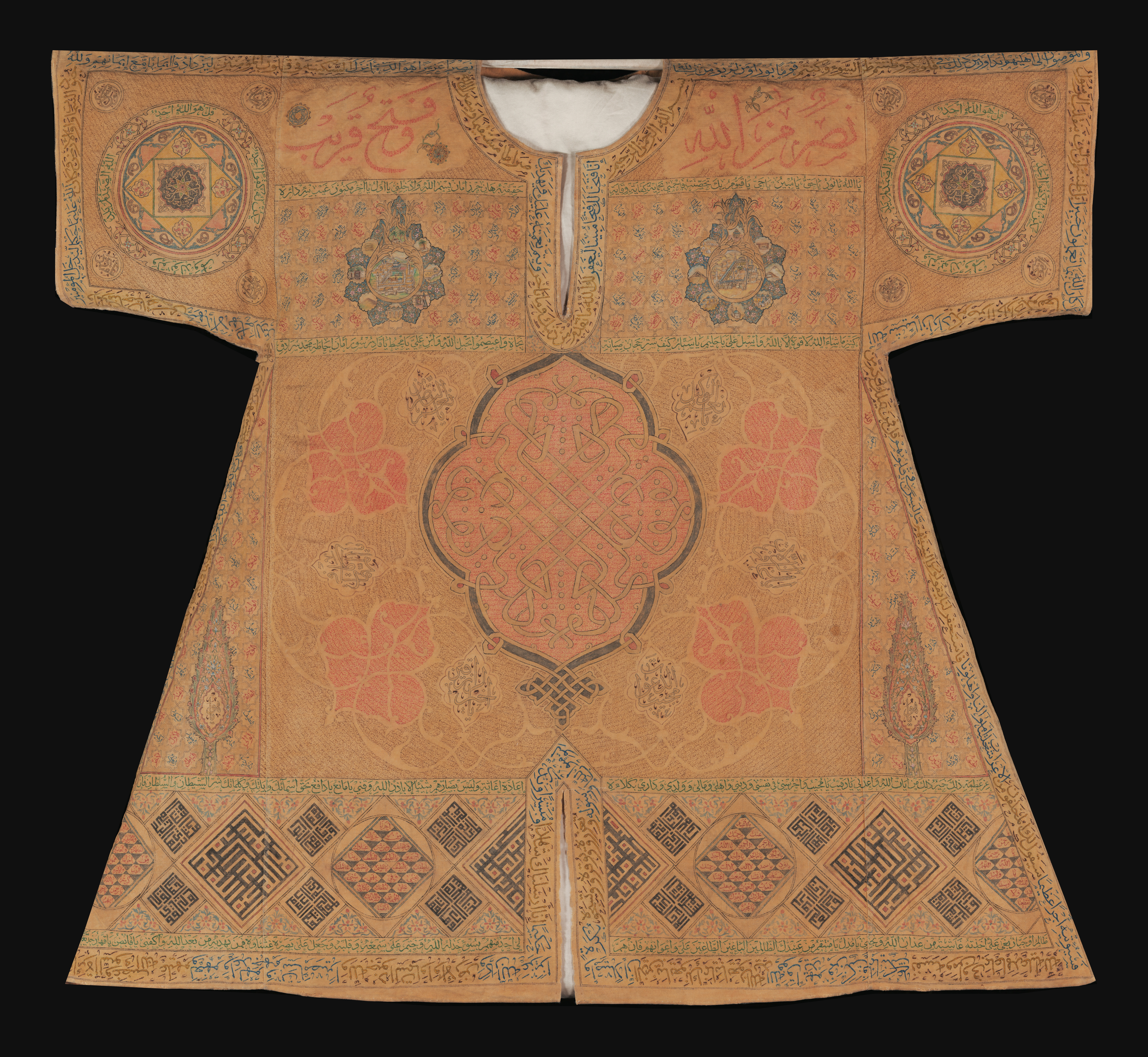
نگاره‌ای از یک پیراهن طلسمات (en) که حاوی آیات قرآنی، اسماء حُسنی و دعاهایی به خط‌ها و رنگ‌های متنوع به زبان عربی است. این پیراهن طلسمی همچنین با مناظری از مکه، مدینه و عناصر هنر اسلامی تزئین شده‌است. این اثر متعلق به سدهٔ ۱۷ میلادی است و توسط هنرمندان ترکیه عثمانی دوخته شده‌است و اکنون به مجموعهٔ آداب حج (en) ناصر داوود خلیلی، مجموعه‌دار مشهور ایرانی-انگلیسی تعلق دارد.

خوشنویسی بارزترین هنر اسلامی است خوشنویسی را می‌توان شاخص‌ترین هنر در پهنهٔ سرزمین‌های اسلامی دانست، و آن را به مثابهٔ زبان هنری مشترک برای تمامی مسلمانان تلقی کرد. هنر خوشنویسی همواره برای مسلمانان اهمیتی خاص داشته‌است، زیرا در اصل، آن را هنر تجسم کلام وحی می‌دانسته‌اند. در سرزمین‌های اسلامی خط زیبا را نه فقط در نگارش قرآن، بلکه در اغلب هنرها به‌کار می‌بردند.
در هنر اسلامی تزئینات خطی و خوشنویسی در همه جا به چشم می‌خورد در کتیبههای دیوارها و گنبدهای بناهای مختلف مذهبی و غیر مذهبی، منبرها، سکهها، سفالینهها، ظروف فلزی، سلاحها، لباسها و منسوجات، نسخه‌های خطی اسناد و کتاب‌ها و قطعات هنری تذهیب شده و درهمه جا از خط به عنوان عاملی تزئینی بهره گرفته‌اند.
در ابتدا از خط کوفی برای کتابت استفاده می‌شد. بعدها برای کاربردهای گوناگون نیاز به خطوط دیگری به وجود آمد که به اقلام ششگانه معروف شد. ابن مقله در قرن سوم و ابن بواب در قرن چهارم این اقلام خوشنویسی را قاعده مند و زیبا کردند. اقلام ششگانه عبارتند از: نسخ، ثلث، محقق، ریحان، توقیع و رقاع.
میرعلی تبریزی در قرن هشتم بر اساس خطوطی که از پیش وجود داشت داشت، نستعلیق را به وجود آورد که ذوق ایرانی به خوبی در آن پیداست و به عروس خطوط اسلامی شهرت دارد.

## نقاشی

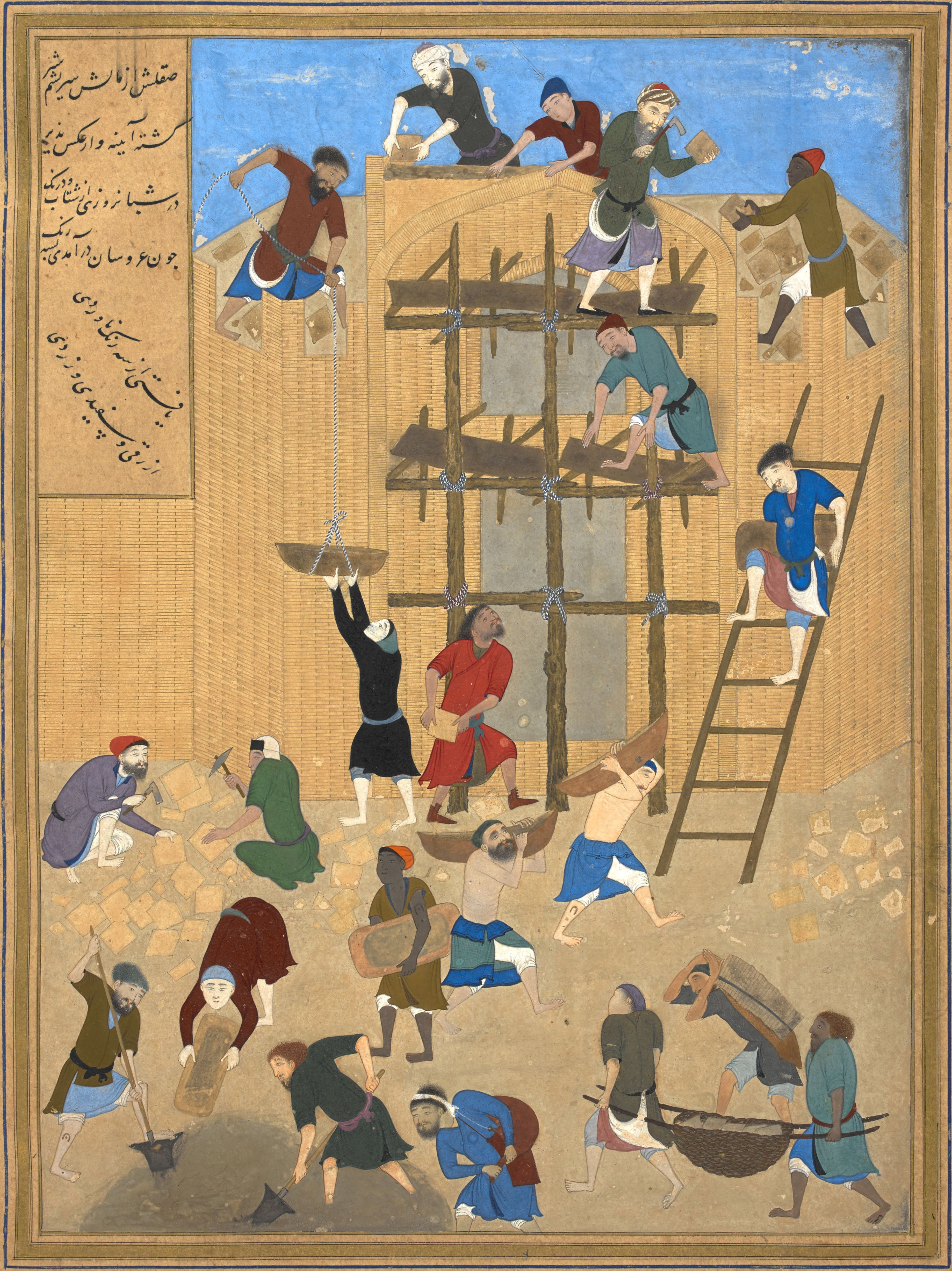
ساختن کاخ خورنق، کمال الدین بهزاد از مکتب هرات

هنر نگارگری یا نقاشی هرگز آنگونه که در هنر مسیحیان یا بودائیان مورد احترام بوده در سرزمین‌های اسلامی مورد توجه قرار نگرفته‌است. به‌نظر می‌رسد که اسلام در دوران‌های اولیهٔ تاریخ خود، هنر نقاشی را به دیدهٔ خصومت می‌نگریسته‌است. چرا که در آن زمان هنرهای زیبا با اعتقادات و مراسم مذهبی مشرکین آمیختگی داشت. نقّاشی و مجسمه‌سازی مظهری از شرک بود که اسلام مأموریت دفع و انهدام آن را داشت.
در دوران‌های ابتدایی ظهور اسلام و طی حکومت امویان و عباسیان نمونه‌های کم شماری از نقاشی مشاهده می‌شود. حتی در دوران سلسله‌های ایرانی سامانیان، غزنویان و آل بویه نیز عمدهٔ آثار به دست آمده شامل مصورسازی کتاب‌ها می‌باشد و کمتر شامل نقاشی دیواری کاخ‌هاست.
نقاشی اسلامی، به‌ویژه در سده‌های اولیه، وسیله‌ای بیان مستقلی نبود بلکه به‌نوعی مکمل ادبیات به‌حساب می‌آمد. اولین آثار نقاشی اسلامی، حاصل تلاش نقاشان، در کار مصور ساختن بعضی از متون ادبی است. آنان محتوای آثار خود را از متن این کتب می‌گرفتند و بسته به ذوق خود، آن را در قالب اشکال زیبا ارائه می‌کردند. به‌طور کلی موضوع نقاشی اسلامی عبارت است از تصویرسازی کتاب‌های معتبر ادبی و مذهبی. همچنین، عنوان می‌شود که مسلمین در حین ترجمهٔ آثار یونانی و بیزانسی تصاویر این کتب را نیز کپی‌برداری کرده‌اند.
اما به‌تدریج نقاشی در سرزمین‌های اسلامی اهمیت یافت. با سقوط خلافت عباسی طی دوره باغ ایلخانی (شیراز) هنرهای کتاب‌سازی و نقاشی رشد شگرفی کرد. تأثیر هنر چینی و نقاشی‌های آسیای شرقی و مرکزی در این دوران مشهود است. سنت نقاشی ایلخانی در دوره‌های خلافت فاطمی در مصر و تیموریان در ایران، عثمانیها در ترکیه و گورکانیان در هند پی گرفته شد. هنر نقاشی اسلامی در دوره صفوی به اوج رسید و در دوران طایفه زند و قاجار رنگ و بویی تازه یافت.

## شعر اسلامی
شعر اسلامی از وجوه برجسته هنری در فرهنگ اسلامی به‌شمار می‌آید که در سه زبان عربی، فارسی و ترکی به اوج رونق خود رسیده‌است. دو زبان مهم دیگر در شعر اسلامی، زبان اردو و بنگالی هستند.

## موسیقی
موسیقی اسلامی به معنی آواز یا اجرای موسیقی در عرصه عمومی یا محافل خصوصی در مناطق مختلف مسلمان‌نشین است که شامل کشورهای عربی در منطقه مرکزی جهان اسلام و خاور میانه، شمال آفریقا، ایران، آسیای مرکزی و جنوب آسیا می‌شود. از آنجایی که اسلام شامل چندین مذهب، قوم و ملیت است سبک‌های موسیقایی مختلف بومی در مناطق مختلف شکل گرفته‌است. برخی از نظریه‌پردازان اسلامی موسیقی را «غنا» دانسته و آن را حرام شمرده‌اند اما برخی دیگر این نکته را شامل فقط برخی از انواع موسیقی می‌دانند. اغلب علمای شیعه آوازخوانی انفرادی زنان را حرام می‌دانند. در مورد رقص به‌ویژه رقص بانوان نیز نظر غالب علما بر حرمت داشتن آن است. با این وجود گزارش‌هایی از رقص و آواز بانوان از سده‌های اولیه اسلامی تاکنون در کلیه جوامع اسلامی موجود است.
- جستار وابسته: موسیقی سنتی ایرانی

## قالی‌بافی و منسوجات

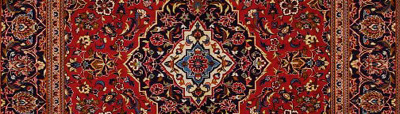
قالی ایرانی نمونه‌ای از هنر اسلامی.

قالی‌بافی و منسوجات از هنرهای دستی و سنتی مهم در کشورهای اسلامی به ویژه در ایران و آسیای مرکزی است که شهرتی جهانی دارد.
یکی از آثار برجسته قالیبافی "قالی اردبیل است.
قالی اردبیل یک جفت قالی ایرانی معروف است که در آرامگاه شیخ صفی‌الدین اردبیلی یافت شده‌است.
این قالی از نظر طرح و بافت یکی از نفیس‌ترین و مشهورترین قالی‌های جهان است و هسته مرکزی گروه قالی‌های ترنج‌دار است.
این فرش زیبای بافته‌شده در اردبیل در فهرست ۵۰ شاهکار هنری برگزیده جهان، در مکان بیست‌ونهم است.
قالی اردبیل یک سند تاریخی نیز محسوب می‌شود زیرا دارای تاریخ و امضا است و در سال ۹۱۸ خورشیدی (۹۴۶ ه‍.ق / ۱۵۳۹ میلادی) در سیزدهمین سال پادشاهی شاه تهماسب بافته شده‌است. تار و پود آن ابریشمی است و گره‌های فارسی دارد. در هر اینچ مربع آن حدود ۱۷×۱۹ گره وجود دارد. برخلاف دیگر قالی‌های مشهور آن زمان، این قالی طرحی آرام دارد و نگاره‌های جانوران و انسان بر آن نقش نشده‌است زیرا برای استفاده در مکانی مقدس بافته شده بود.
این قالی در حال حاضر در موزهٔ ویکتوریا و آلبرت انگلستان نگهداری می‌شود.
پشم عنصر اصلی تشکیل دهندهٔ این قالی است. مانند اغلب منسوجات این اثر نیز از تار و پود تشکیل شده، پودها در تمام طول کار به دور تارها تابیده شده‌اند. سطح قالی اردبیل از یک طرح یکپارچه نسبتاً ساده با اجزا قرینه و یک شمسه در وسط آن که دو چراغدان در طول آن قرار دارد، پوشیده شده‌است.
وقتی دو انگلیسی در سال ۱۸۴۳ از زیارتگاه شیخ صفی الدین اردبیلی دیدار کردند دو قالی در آن محل قرار داشت. سه سال و اندی بعد از آن در اثر زلزله این مکان آسیب دید و احتمالاً برای تهیه وجه لازم برای تعمیر بنا، فرشها فروخته شدند. قالی‌های آسیب دیده در ایران توسط کمپانی «زیگلر» که در کار خرید فروش فرش بود، خریداری شد. تکه‌های آن که هنوز قابل استفاده بود به هم متصل و نتیجه آن شد که یک قالی کامل و سالم به دست آمد. فرشی که بدون حاشیه با ابعاد کوچکتر بود.
در سال ۱۸۹۲ قالی بزرگتر توسط کمپانی «رابینسون» در معرض فروش گذاشته شد. «ویلیام موریس» که از جانب موزه در مورد آثار هنری تحقیق می‌کرد طی گزارشی این فرش را فوق‌العاده و منحصر به فرد و بسیار زیبا توصیف و اصرار به خرید آن کرد. در ماه مارس ۱۸۹۳ با پرداخت ۲۰۰۰ پوند، «موزهٔ ویکتوریا و آلبرت» صاحب این قالی شد.

## سفالگری و کاشی‌کاری

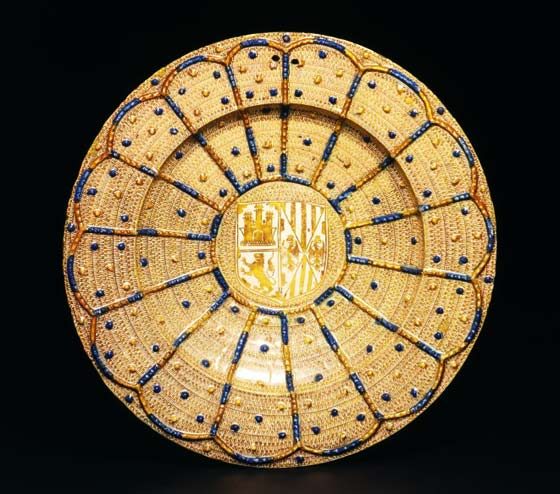
ظرف سفالی لعاب‌دار، اسپانیا، حدود ۱۴۷۵ م

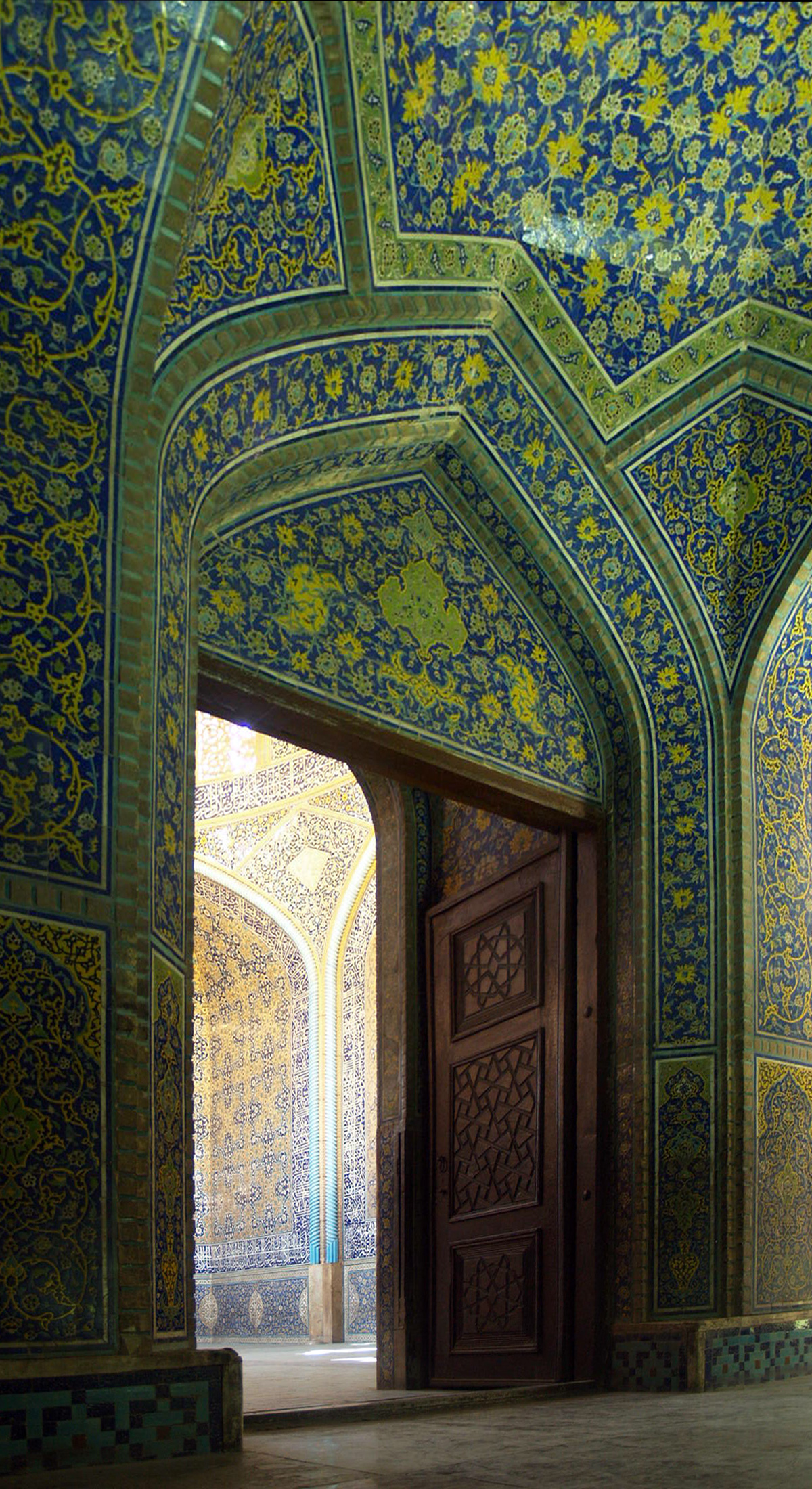
کاشی‌کاری دوره صفوی، داخل مسجد شیخ لطف‌الله، اصفهان

وسایل و محصولات مختلف از سفال و سرامیک در تمامی مناطق مسلمان‌نشین با اندکی اختلاف در نوع مواد اولیه، رنگ و طرح‌های تزئینی همواره تولید می‌شده‌است؛ از این رو محصولات هر ناحیه به خوبی قابل تشخیص از فراورده‌های سایر نقاط است. بسیاری از نقوش تزئینی این سفالینه‌ها از آثار برجسته هنری به‌شمار می‌آیند. همچنین کاشی‌کاری به عنوان پوششی تزئینی برای ساختمان‌ها به‌ویژه در ایران و آسیای مرکزی رشد شگرفی را تجربه کرده‌است و از مفاخر هنر اسلامی و بلکه هنر جهانی محسوب می‌شوند. انواع مختلف خطوط خوشنویسی که در سفالگری و کاشی‌کاری مورد استفاده قرار می‌گیرند عبارتند از شامل کوفی، خط نسخ، ثلث، طغرا، ریحان، محقق، نستعلیق، خط سبحان.

## هنرهای نمایشی
علاوه بر انواع هنرهای مختلف نمایشی مانند نمایش‌های خیمه‌شب بازی یا سایه عروسک‌ها و مانند آن‌ها تعزیه در ایران که نوعی نمایش سنتی در سوک مصائب حسین بن علی است یکی از نمونه‌های بارز هنرهای نمایشی سنتی در جهان اسلام می‌باشد.

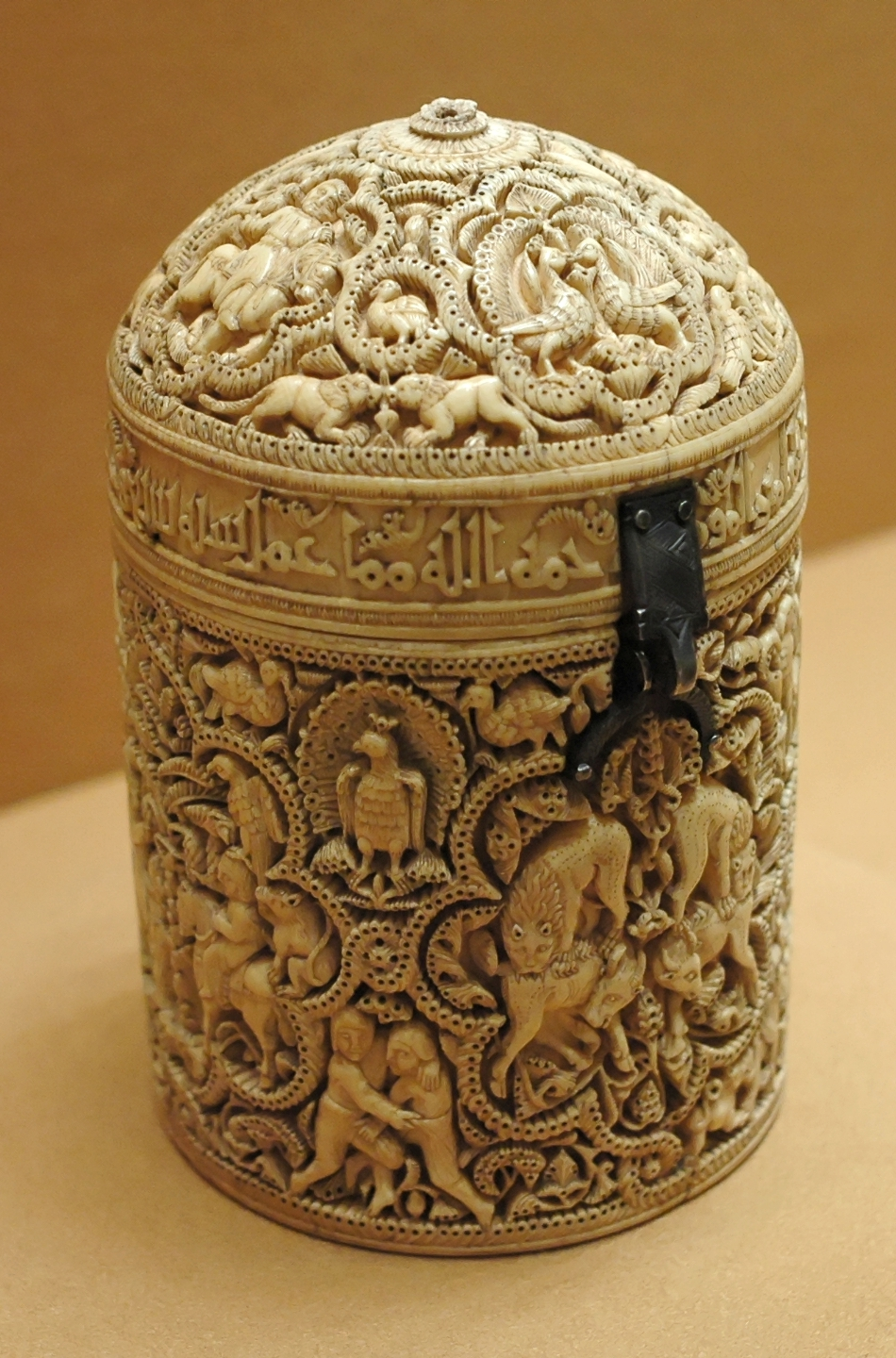
جعبه‌ای از عاج برای نگهداری قطب‌نما٬گورکانیان هند، موزه لوور

## مجسمه‌سازی
مجسمه‌سازی در هنر اسلامی بسیار محدود و تقریباً ممنوع بوده؛ با این وجود تقریباً در همه سرزمین‌ها و دوران‌های اسلامی به نمونه‌هایی از آن برمی‌خوریم و انواعی از نقوش برجسته ارزشمند و شگرف بر روی کتیبه‌های آجری و گچی، ظروف فلزی و چوبی یا ساخته شده از عاج و مانند آن همواره اجرا شده‌است.

## هنرهای صناعی
در سرزمین‌های اسلامی انواع مختلفی از صنایع دستی دستاوردهای فنی توسعه یافته‌ای به‌دست آورده‌اند و تنوعی بی‌نظیر دارند که یکی از نمودهای هنرهای اسلامی نزد سایر ملل به‌شمار می‌آیند.

## تاریخ هنر اسلامی

### صدر اسلام و خلفای راشدین
در صدر اسلام و دهه‌های اولیه تأسیس حکومت اسلامی، بر اثر شور و حرارت اولیه مذهبی و تحت تأثیر تعالیم نبوی و خلفای اولیه، دربارهٔ سادگی و بی‌اعتنایی به تجملات و زینت‌های دنیوی، هنر و معماری از اقبال برخوردار نبود. در این دوران سبک و طرح مستقل و درخور ذکری توسط مسلمانان ابداع نگردید. خانه کعبه در مکه جز حصاری از دیوارهای کوتاه و بامی از برگ نخل نبود.
مساجد اولیه مانند مساجد مدینه، کوفه و بصره بناهایی بسیار ساده بودند در محوطه‌ای مربع یا مستطیل شکل که با دیواره‌های خشتی رو به قبله ساخته می‌شدند. با مسدود کردن سه طرف آتشکدهها و چهارطاقیها و ایجاد قبله‌گاه از آن‌ها برای برگزاری آیین‌های اسلامی استفاده می‌کردند. گر چه در ایران از مساجد و بناهای اولیه اسلام نمونه‌های زیادی به جا نمانده ولی طبق متون تاریخی در دو قرن اولیهٔ اسلام سنت و شیوهٔ معماری و نوع مصالح دورهٔ ساسانی رواج داشته‌است.
خلفای دوره اول اسلام به علت نداشتن مدیر، مجبور شدند اداره امور کشورهایی را که فتح کرده بودند را به همان حال قبلی حفظ کنند و همچنین به علت نداشتن بنّا و معمار، ساختمان‌های موجود را مورد استفاده قرار دهند، کم‌کم ملل مغلوب بناهای خود را با مقتضیات و احتیاجات فاتحین وفق دادند و از آن وقت بود که در هنر خاورمیانه به مرور رنگ اسلامی پدیدار شد.
خوشنویسی اسلامی در آن سال‌ها هنوز شکل نگرفته بود و روش‌های نوشتاری مسلمین حتی برای نگارش قرآن بسیار خام و ابتدایی بود. همچنین از آنجایی که برای سایر هنرها همچون نقاشی، مجسمه‌سازی و موسیقی محدودیت‌هایی قایل بودند و بنا به منابعی آن‌ها را حرام می‌شمردند؛ گزارشی از این هنرها در دهه‌های اولیه اسلامی دردست نیست.

### سوریه و فلسطین در دوره امویان

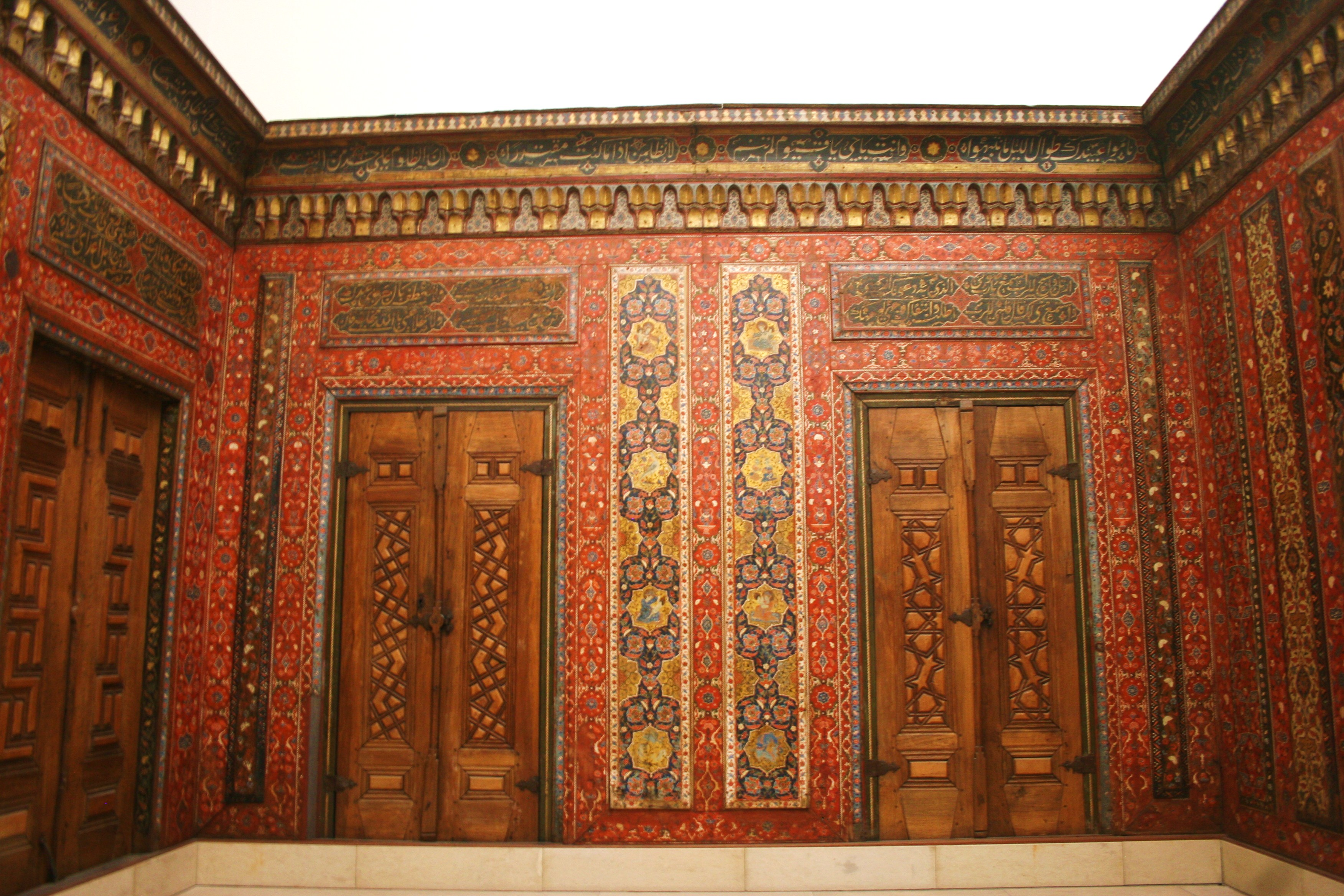
اتاق حلب، اتاقی است مملو از نمادهای هنر اسلامی متعلق به سال ۱۶۰۰ میلادی که اکنون در موزه پرگامون نگهداری می‌شود. این اثر یکی از صدها اثر سوری است که در موزه‌های معتبر جهان قرار دارد.

در دورهٔ به قدرت رسیدن بنی‌امیه بین سال‌های ۴۱ تا ۱۳۲ هجری قمری در دمشق وضع معماری و هنر دگرگونی شد. در زمان امویان هنر و معماری در دنیای اسلام ریشه دواند و آثار بسیار زیبایی در این دوره خلق شد که الگویی برای دوره‌های بعد شد.
در بناهای این دوره چه در شیوه معماری و چه در تزیینات الگوهای پیش از اسلام به ویژه یونانی و بیزانسی دیده می‌شود. به‌طور کلی تمدن‌های یونانی، بیزانس، ساسانی و مصری در هنر و معماری این دوره تأثیر بسزایی داشته‌اند.
مهم‌ترین آثار معماری این دوره مسجد جامع دمشق در سوریه است که بر روی کلیسای سن ژان (سنت جان) در سال ۶۳۵ میلادی ساخته شد. مسلمانان به آن محرابی افزودند که در واقع اولین محراب در دنیای اسلام است. همچنین از بناهای مهم این دوره قبه الصخره یا گنبد سنگی در فلسطین است که در سال ۶۹ هجری آغاز و ۷۳ هجری پایان یافت و توسط عبدالملک اموی ساخته شد. این بنا کهن‌ترین اثر اسلامی است که در نهایت کمال باقی مانده؛ سبک معماری مسیحی در آن کاملاً آشکار است و دارای ۴ دروازه در چهار جهت اصلی است. تحول چشمگیر بناها و مساجد ساده صدر اسلام با این بناها قابل توجه است. مسجد الاقصی هم از بناهای مهم اموی است. این بنا نیز توسط عبدالملک اموی ساخته شد این اثر بر روی یک کلیسای نیمه خراب به نام مریم مقدس بنا شد. بر اثر زلزله از بین رفت و صلاح الدین ایوبی آن را تعمیر کرد. یکی از زیباترین منبرها که منبت کاری شده‌است در این مسجد وجود دارد. دو محراب معروف به نام محراب عمرو و زکریا نیز دارد. در ایران مسجد تاریخانه دامغان، مسجد جامع ابرقو و فهرج بناهایی هستند که به این دوره منسوب شده‌اند. افزون بر مساجد امویان به سبب تجمل‌گرایی به ساختن کاخ‌های عظیم و باشکوه روی آوردند. ازجمله کاخ‌های الخضرا، قصر الحیر شرقی و قصر خرانه که یکی از کوچک‌ترین قصرها در دنیای اسلام است.
هنرهای دیگر نیز در این دوره در سرزمین‌های اسلامی توسعه یافتند. به عنوان نمونه می‌توان به هنر نقاشی در دوره امویان اشاره کرد. گر چه به دلیل مخالفت قرآن با بت‌ها و کمبود تصاویر در عربستان در آغاز اسلام نسبت به نقاشی و چهره‌نگاری به دیده تردید نگاه می‌کردند، اما مدتی بعد هنر دینی این احتیاط را تحت تأثیر قرار داد؛ به عنوان مثال در کاخ حیره غربی متعلق به سال ۱۰۹ هجری قمری بقایای تصاویری پیدا شده که شامل: صحنه‌های شخصیت پردازی و هویت بخشی زمین در محیط‌های گیاهی، گروه نوازندگان، سوارکاران و صحنه‌هایی از شکار با زمینه ساسانی است. نمونه دیگر هنر نقاشی در این دوره را می‌توان در موزاییکهای کاخ خربه المفخر که فضایی در حدود ۳۵ در ۳۰ متر را اشغال کرده‌اند دید؛ به‌طوری‌که در کف یکی از اتاق‌ها، موزاییکی یافت شده‌است که بر روی آن تصویر شیری در زیر یک درخت در حال حمله به آهو دیده می‌شود. نمونه دیگر، دیوارهای کاخ عمره یکی از مشهورترین کاخ‌های اموی است که با نقوش و آرایه‌های هنری پوشیده شده و تابلوی زیبایی «معروف به تابلوی دشمنان شکست خورده اسلام» در دیوار رختکن حمام آن نقاشی شده‌است که مانند آن در کوه خواجه (کوه) سیستان از دوره اشکانی وجود دارد. در تزیین لباس‌ها نیز تأثیر هنر پیش از اسلام خصوصاً دوره ساسانی نمایان است. در عین حال هم‌زمان با ظهور هنر دینی، هنر غیر دینی نیز توسعه یافت و از همان آغاز در شمایل نگاری اسلامی مورد استفاده قرار گرفت؛ چنان‌که در نقاشی‌های به دست آمده از قصرهایی که ذکر شد تصویر شاه و شاهزادگان در حالی که زنان و رقاصان اطرافشان حلقه زده‌اند، همچنین صحنه‌هایی از شکار و نیز صورت‌هایی از افرادی که هدایایی به همراه دارند- که در واقع تقلیدی از تشریفات رسمی مناطق شرقی و شیوه نگارگری دوران پیش از اسلام که به عنوان هنر غیر دینی مطرح بود- قابل ملاحظه است.

### عراق، ایران و مصر در دوره عباسیان
در زمان خلفای عباسی (۱۲۵۸ - ۷۵۰ م) کانون مرکزی دنیای فرهنگی و سیاسی اسلام به سوی شرق یعنی از سوریه به عراق منتقل شد. پایتخت آنان بغداد و برای مدت کوتاهی سامرا در شمال آن شهر بود. سیصد سال اول حکومت عباسیان، دورانی طلایی محسوب می‌شود و شهرهای بغداد و سامرا به عنوان مراکز فرهنگی و تجاری دنیای اسلام بود. مشخصات هنر عباسیان در ایران و مصر تحت حکومت خلفای عباسی نیز قابل بازشناسی است.
در این دوران سبکی جدید و مجزا و تکنیک‌هایی مدرن در تمام قلمرو مسلمانان گسترش یافت و تأثیر شگرفی بر هنر و معماری اسلامی گذاشت و بغداد و سامرا با سبک‌های هنری و معماری تازه مرتبط شدند. امروزه هیچ‌کدام از آثار معماری و هنری از زمان عباسیان در بغداد باقی نمانده اما سامرا همچنان مکانی ویژه برای فهم هنر و معماری دوران عباسی به‌شمار می‌رود.
در تاریخ هنر اسلامی، دوره عباسی به لحاظ شکل‌گیری و تکوین تزئینات وابسته به معماری و توجه به وجوهات زیبایی‌شناسانه آن اهمیت بسیار دارد. در سامرا شیوه جدیدی از کنده‌کاری به نام سبک اوریب که در آن اشکال هندسی و شبه گیاهی تکرار می‌شد، به‌طور گسترده‌ای برای تزئینات مورد استفاده قرار گرفت. این سبک در غرب با نام کاشیکاری اسلامی معروف است. بعدها این هنر مورد توجه بسیاری قرار گرفت و روی چوب، فلز و سفال نیز انجام می‌گرفت.

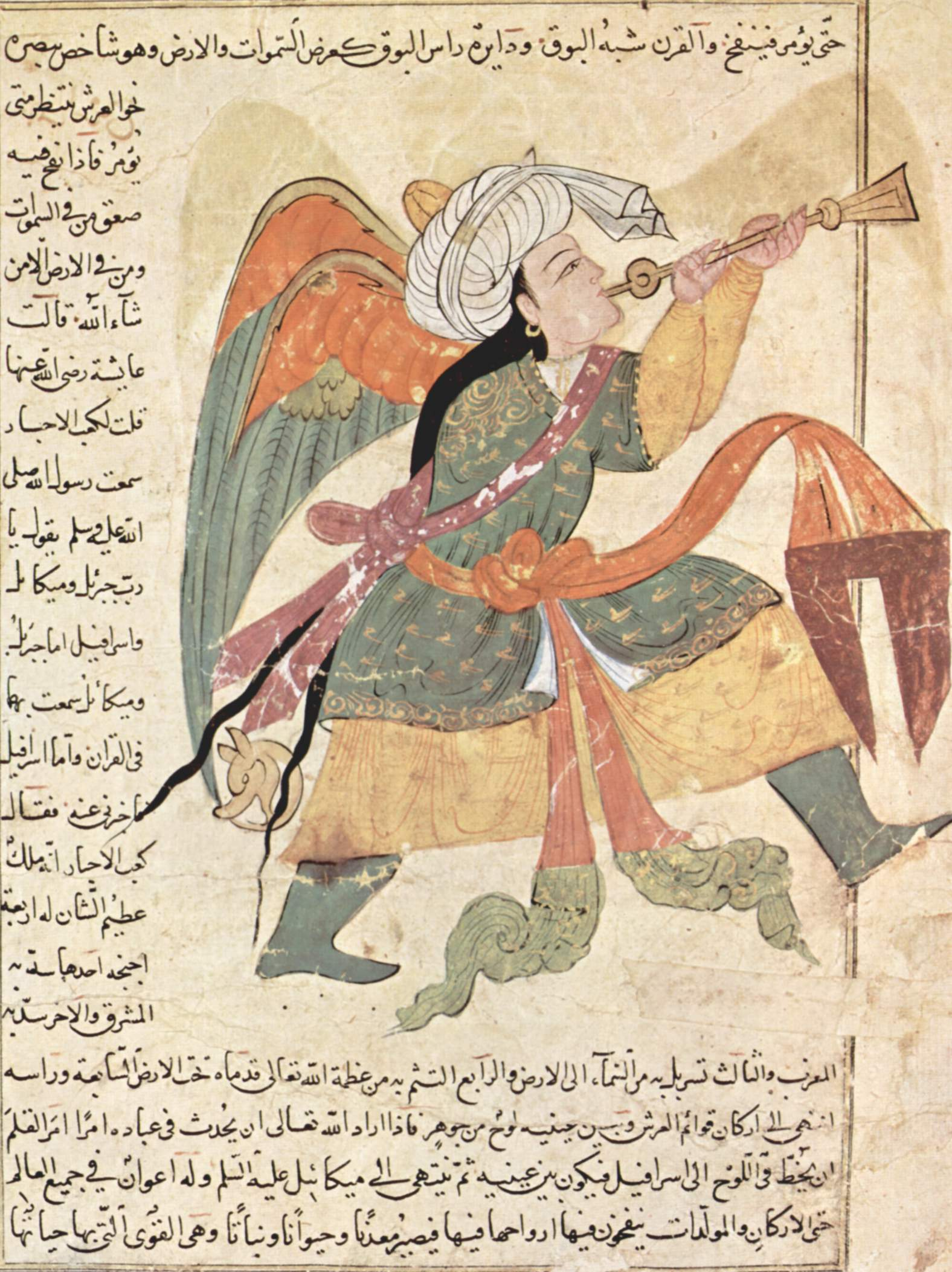
نمونه‌ای از نقاشی دوره عباسیان. فرشته‌ای در بوق می‌دمد. (احتمالاً اسرافیل که در صور می‌دمد و خبر از برپایی قیامت می‌دهد.

در زمینه نقاشی مکتب بغداد یا عباسی با تصویرسازی کتب ترجمه شده از پهلوی، یونانی سانسکریت به عربی رایج شد. چهره‌ها در نگاره‌های این مکتب به نژاد زبان‌های سامی (آفریقایی-آسیایی) (عربی) شبیه‌است. تأثیر آثار نقاشان بیزانسی و مسیحیت را می‌توان باز شناخت. در این آثار رنگ زمینه نامحسوس یا اصلاً وجود ندارد؛ و نگاره‌ها از متن جدا نیستند و بخشی از متن به‌شمار می‌روند.
در زمینه سفالگری، سامرا همچنین شاهد استفاده وسیعی از رنگ در تزئینات و احتمالاً معرفی تکنیک‌های نقاشی درخشان روی لعاب سفید بود. مهم‌ترین دستاورد تکنیکی در آن زمان، یعنی اثرات روح بخش نقاشی درخشان روی فلزهای قیمتی، در قرون بعدی نیز از عراق به مصر، سوریه، ایران و اسپانیا گسترش یافت و در نهایت منجر به رشد و توسعه صنعت تزئینی سرامیک در دنیای غرب شد.
قالیبافی در دوره خلفای عباسی که به تجملات علاقه داشتند جانی دوباره‌ای یافت تا آنجا که در تاریخ مسعودی آمده‌است. «المستنصر خلیفه عباسی قالی مصور به صور انسانی با کتیبه‌های پارسی داشته‌است و در کتاب حدود العالم از بافته‌های سیستان و بخارا و قالیچه‌های فارسی یاد شده‌است.»

### تونس و مصر در دوران اغلبیان و فاطمیان

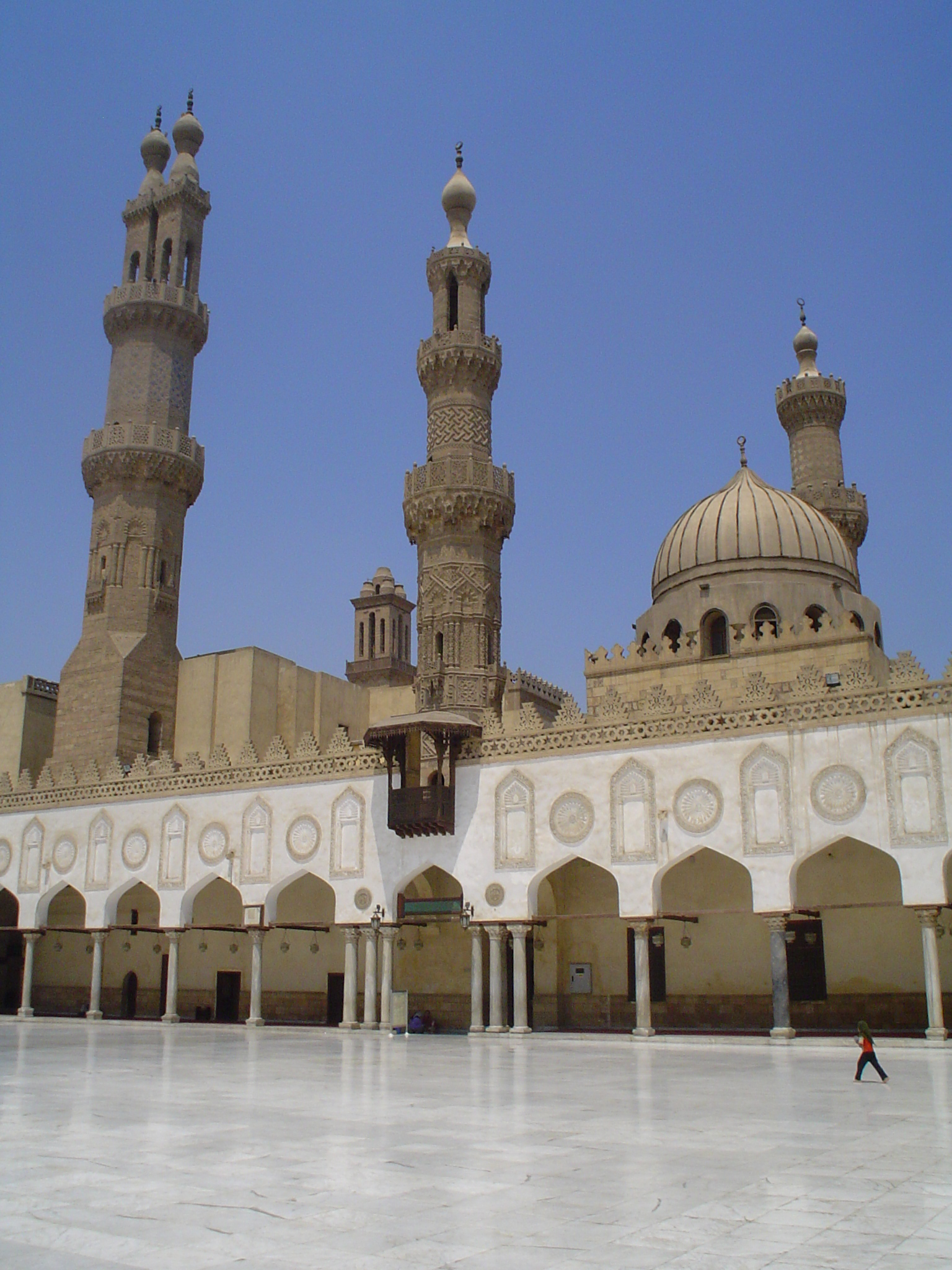
داخل مسجد جامع الازهر در مصر نمونه‌ای از معماری دوره فاطمیان ۹۷۲ م

زمانی که مسلمانان شمال آفریقا را فتح کردند سبک خاصی در معماری نداشتند. ایشان با استفاده از سنتهای محلی و اقتباس از سبک‌های هنری ایران و سوریه دست به ایجاد بناهای تازه زدند. افزون بر این از معماران و هنرمندان محلی و خارجی - اعم از زبان قبطی، یونانی، سریانی و ایرانی - استفاده کردند و از طرح‌های بناهای کهن بیزانسی و رومی نیز بهره جستند. به این ترتیب یک فرهنگ هنری ناهمگنِ «عرب - بربر» به وجود آمد. در ابتدا مسلمانان فقط به منظور مقابله با حملات دشمن قلعه و رباط می‌ساختند، اما پس از مدتی به ساخت بناهای مذهبی هم پرداختند و سرانجام قصرهای باشکوهی نیز احداث کردند که آنچه اکنون برجای مانده، بیشتر همان ساختمان‌های مذهبی است.
عربی کردن فرهنگ مردم مصر چندان زمانی نبرد، اما این در غرب سال‌ها به درازا کشید. مصر پس از پذیرش اسلام، نقش فعالانه‌ای در پدید آمدن فرهنگ اسلامی - عربی داشت. نخستین شهرهای عربی در مصر مانند فسطاط دارای ویژگی‌هایی شبیه به اردوگاه‌های نظامی بود. عناصر اصلی شهرها را مسجد، قصر، حمام‌های عمومی و پادگان و حصارهای عظیم و مستحکم تشکیل می‌داد. ویژگی‌های معماری مذهبی در قرن‌های ۱–۳ق/ ۷–۹م در آنجا، بنای مسجدهای بزرگی چون مسجد عمرو بن عاص قابل مشاهده است.
ازجمله بناهای غیرمذهبی در این دوران «مقیاس النیل» واقع در جزیره روضه در نزدیکی قاهره قابل ذکر است که برای اندازه‌گیری میزان بالا و پایین آمدن سطح آب نیل ساخته شد. از ویژگی‌های معماری اواخر سده ۳ق/۹م (دوره طولونیان) و سده‌های ۴–۶ق/۱۰–۱۲م (دوره فاطمیان) برپایی بناهای عظیم، طرح‌ریزی شفاف حجم‌ها و تزیینات به صورت گچ‌بری و حجاری است. مسجد ابن طولون که صورت اولیه خود را تا امروز حفظ کرده‌است و مسجد جامع الازهر و مسجد الحاکم در قاهره در شمار بناهای این دو دوره‌اند.
نخستین آرامگاه‌های فاطمیان دارای نقشه مربع، طاقی در وسط هر نما و گنبدی بر پایه‌ای هشت ضلعی بودند. برای تزیین مقبره‌ها مقرنس نیز به کار برده می‌شد. منارههای دوره فاطمیان دارای پایه مربع و بدنه استوانه‌ای بود که بالای آن طاقک هشت ضلعی قرار داده می‌شد. از آثار معماری شهری باقی‌مانده در قاهره سه دروازه به نام‌های «باب‌الفتوح»، «باب‌الزویله» و «باب‌النصر» قابل ذکر است.
اغلبیان به آبادانی و ساختن بناها اشتیاق داشتند. زیادةالله اول مسجد برزگ قیروان را ساخت و احمد فرمانروای اغلبی نیز مسجد بزرگ تونس را تجدید بنا کرد. افزون بر این آثار بسیار برای آبیاری و کشاورزی در مناطق جنوب آفریقا که چندان حاصل‌خیز نبود، ساخته شد. از بناهای معروف دوره اغلبیان افزون بر دو مسجد نام‌برده مسجد جامع سوسه را نیز می‌توان نام برد.
قیروان پایتخت اغلبیان نخستین شهر اسلامی بود که از گسترش اردوگاه نظامی عربی در سده ۱ق/۷م به وجود آمد. سنت بناهای مذهبی شرق با سنتهای محلی مغرب آمیخته شد و ویژگی‌های مساجد قرون وسطایی مغرب و اندلس را پدیدآورد. بنای این مساجد شامل شبستان ستون‌دار و راهروهای متعدد عمود بر دیوار محراب که به صحن وسیع سنگفرش شده باز می‌شدند، و نیز گنبدها و سقف‌های مسطح بر روی ناو محوری و ناو محراب و مناره‌هایی بر پایه‌های مربع شکل در سه طبقه بود.
تحت تأثیر شورش‌های بربرها و سیاست استیلاگرانه اغلبیان معماری مذهبی و غیر مذهبی این دوره ویژگی دفاعی دارد. این روحیه خشن مربوط به دوره برقراری نخستین حکومت‌های اسلامی در آفریقای شمالی به صورت بسیار بارزی در بناهای شهر شبه سوس دیده می‌شود. در معماری دفاعی، به ویژه در ساختن رباط استفاده از سنتهای محلی رومی و بیزانسی و نیز به‌کارگیری سبک قصرهای عربی خاور نزدیک مشاهده می‌گردد.

### سوریه، فلسطین و مصر در دوره ایوبیان، ممالیک و جنگ‌های صلیبی
ایوبیان حاکمانی اصالتا ایرانی نژادی بودند که از سال 1171 تا 1260 میلادی ، بر مصر ، سوریه و یمن حکومت کردند. حکومت ایوبیان در شرق دریای مدیترانه، با دوران حکومت عباسیان در دنیای اسلام و جنگ های صلیبی در عالم مسیحیت هم زمان بود، اما دستاوردهای فرهنگی و هنری خصوصا نگارگری در دوران ایشان یکی از اولین و شاخص ترین آثار را در زمینه تصویرسازی اسلامی رقم زد. دورۀ ایوبیان، نه‌تنها درزمینۀ کشورگشایی و دستاوردهای جنگی، بلکه ازنظر فرهنگی نیز کارآمد بود. آنان راه‌های جدیدی به دنیای هنر گشودند، ولی حکومتشان بسیار کوتاه بود.  ازجمله نسخه‌های مصور باقی‌مانده از دورۀ ایوبیان نسخه‌ای از کلیله و دمنه، مقامات حریری و کتاب مختارالحکم و محاسن الکلم است.

### مغرب و اسپانیای اسلامی

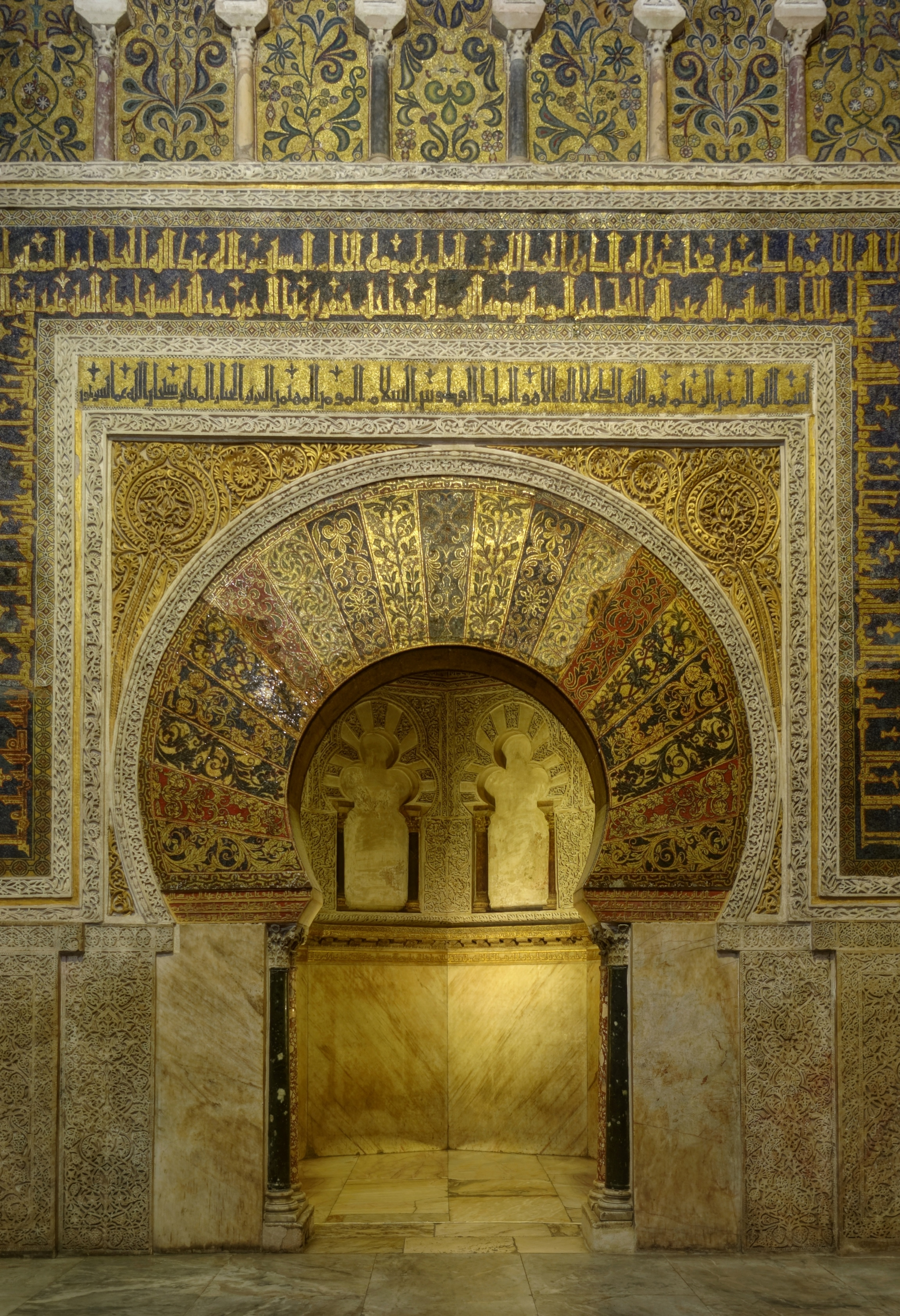
محراب مصلی با شکوه مسجد جامع قرطبه

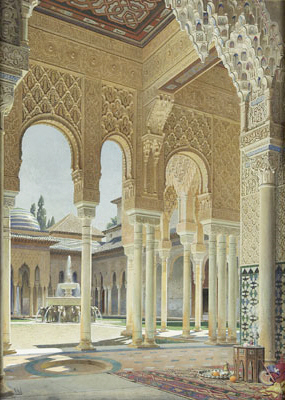
منظر حیاط شیران از داخل اتاقی در کاخ الحمرا.

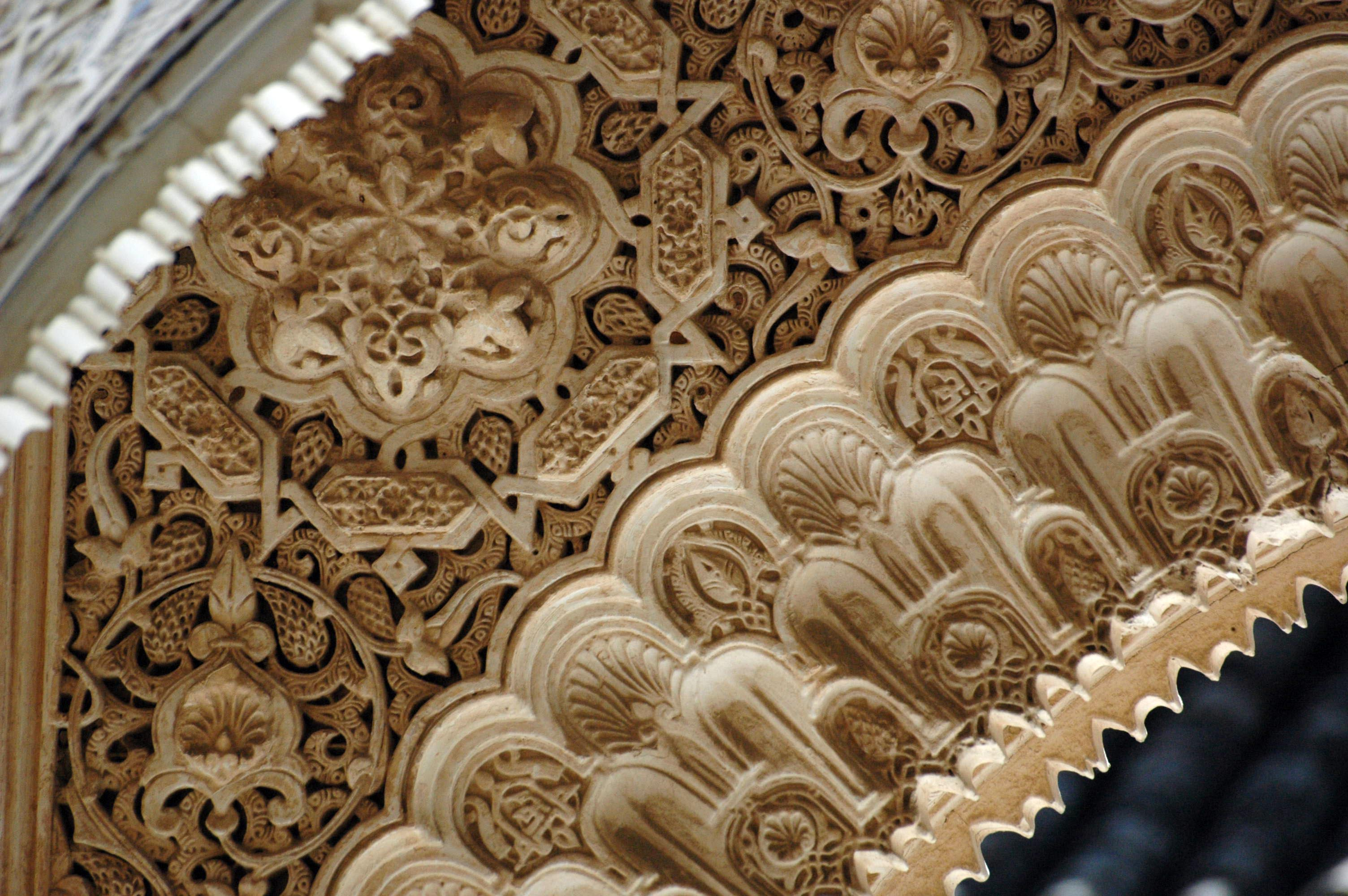
جزئیاتی از تزئینات کاخ الحمرا

نوعی از هنر که در دوران تسلط مسلمانان در اسپانیا شکل گرفت و توسعه پیدا کرد تأثیر شگرفی در معرفی هنر اسلامی به اروپاییان و نفوذ آن در هنرهای مدرن سده‌های بعدی داشت. اندلس یا همان اسپانیای امروزی، حلقه میانی فرهنگ و هنر اسلام و غرب است. طی حضور هشتصد ساله مسلمانان و تسلط حکومت خاندان‌های مختلف اسلامی مستقر در اسپانیا گروهی از مسیحیان نوعی سبک هنری متداول شد که از سده هشتم تا یازدهم میلادی (دوم تا پنجم ه‍.ق) در کنار معماری و هنر اسلامی تحول یافت. این شیوه در سده یازدهم میلادی با نفوذ و رواج هنر رومی‌وار متروک ماند و از میان رفت.
در معماری، اولین نمونه حضور مسلمانان در این بخش از دنیا مسجد جامع قرطبه است. حاکمان مسلمان برای ساخت شهری تحت عنوان «الزهرا» با فراخواندن معماران، هنرمندان، معبدسازان، خطاطان و نقاشان از سراسر اندلس، بغداد، مصر و حتی قسطنطنیه، شهری بسیار زیبا با بناهایی باشکوه بنا کردند. یکی از شکوهمندترین این بناها قصر الزهرا و به ویژه تالار پذیرایی آن بود. باغ‌ها و پارک‌هایی که در الزهرا ساخته شد این شهر را به یکی از زیباترین شهرهای جهان تبدیل نمود. تزیین هنری این قصر با نقش و نگار آیات قرآنی و گچ‌بری‌ها و نقاشی‌های هنرمندانه‌ای همراه بود. در کنار قصر مسجد عظیمی نیز ساخته شد که یکی از بی‌نظیرترین معماری‌های اندلسی بود.
در میان بسیاری کاخ‌ها برجامانده از معماری دوران اسلامی اسپانیا مشهورتر از همه کاخ مستحکم الحمرا یا مقّر دژمانند و شکوهمند امیران مراکش گرانادا یا غرناطه معروف به سلسله بونصریان است.
همچنین، در کنار معماری، بدون تردید هنرهای دیگر اسلامی نیز در این سرزمین مؤثر افتادند. این تأثیر در رشته‌های مختلف هنری چون شهرسازی، معماری مساجد، کاخ‌ها، پارک‌ها و پل‌ها، ضرب سکه، خوشنویسی، زردوزی بر روی پارچه، نساجی و کاغذسازی، چشمگیر بود و در بطن خود دارای چنان روح زیبایی‌شناسانه و قدرتمندی بود که به همان صورت مورد تقلید اروپاییان قرار می‌گرفت. همچنین هنرهای تزیینی اسلامی چون: بافندگی، کنده‌کاری روی فلّز و عاج، سیم و زرکوبی روی مفرغ و فولاد با اسلوب معروف به «دمشقی» مانند ساختن، کلاه خودها و شمشیرهای گرانبها و به‌ویژه انواع کاشی‌سازی و سفال‌گری با رنگ‌های درخشان درهم بافته نیز شکوفان و مکتب‌ساز شد.

### آسیای مرکزی و آسیای صغیر در دوران سلجوقیان و خوارزمشاهیان

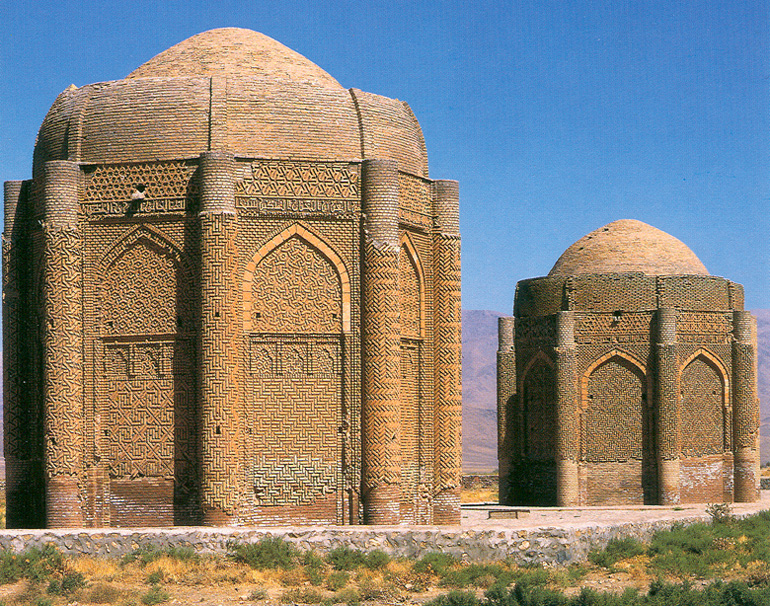
برج خرقان ساخته شده در ۱۵۰۳ م.

ابریق، هنر فلزکاری دوره سلجوقی، از هرات ۱۱۸۰–۱۲۱۰ م. ساخته شده از برنج با حکاکی برجسته و منبت کاری شده با نقره. محل نگهداری موزه بریتانیا لندن.

نوآوری‌های هنرمندان و معماران ایرانی در دورانسلجوقی و خوارزمشاهیان از هند تا آسیای صغیر نتایج و پیامدهای وسیعی دربرداشت؛ و هنرمندان در گسترهٔ وسیعی از هنرها، شامل نساجی و سفالگری، عاج‌کاری، فلزکاری با ویژگی‌های منطقه‌ای آثار ماندگاری را خلق کردند.
در عصر سلجوقیان هنر معماری به شکوفایی و کمال نسبی رسید و هنرمندان و معماران آثار فراوانی به وجود آوردند. در اواخر عهد سلجوقی تزئینات گچبری و رنگ اهمیت زیادی یافت. کاشی لعابدار فیروزه‌ای در تزئین معماری بکار گرفته شد. سلجوقیان در بکارگیری گنبد دوپوسته سعی زیادی داشتند. نمونهٔ چشمگیر در این مورد گنبد مسجد جامع اصفهان است. بنای مدرسه از جمله بناهای مذهبی این دوران بود. معماری غیرمذهبی نیز همدوش معماری مذهبی بکار می‌رفت.
انواع متنوعی از سفالینه‌ها کمی پس از روی کار آمدن سلجوقیان در ایران ظاهر شد. همچنین در این دوره هنر و فن فلزکاری نیز به شکوفایی و توسعه ویژه‌ای دست یافت. در خوشنویسی خطی که قرآن به آن نوشته می‌شد هنوز خط کوفی بود اما رشد خط کوفی ایرانی در عهد سلجوقی به شیوایی خاصی رسید و شیوه ایرانی خط کوفی را پدیدآورد. در همین عصر هم شاهد تذهیب در لابه لای حروف خطوط و سطرها نیز هستیم. شکل‌هایی که در تذهیب استفاده می‌شود بیشتر شامل نقش‌های گیاهی و بخصوص نقوش معروف به اسلیمی است.

### ایران و آسیای مرکزی در دوران ایلخانیان

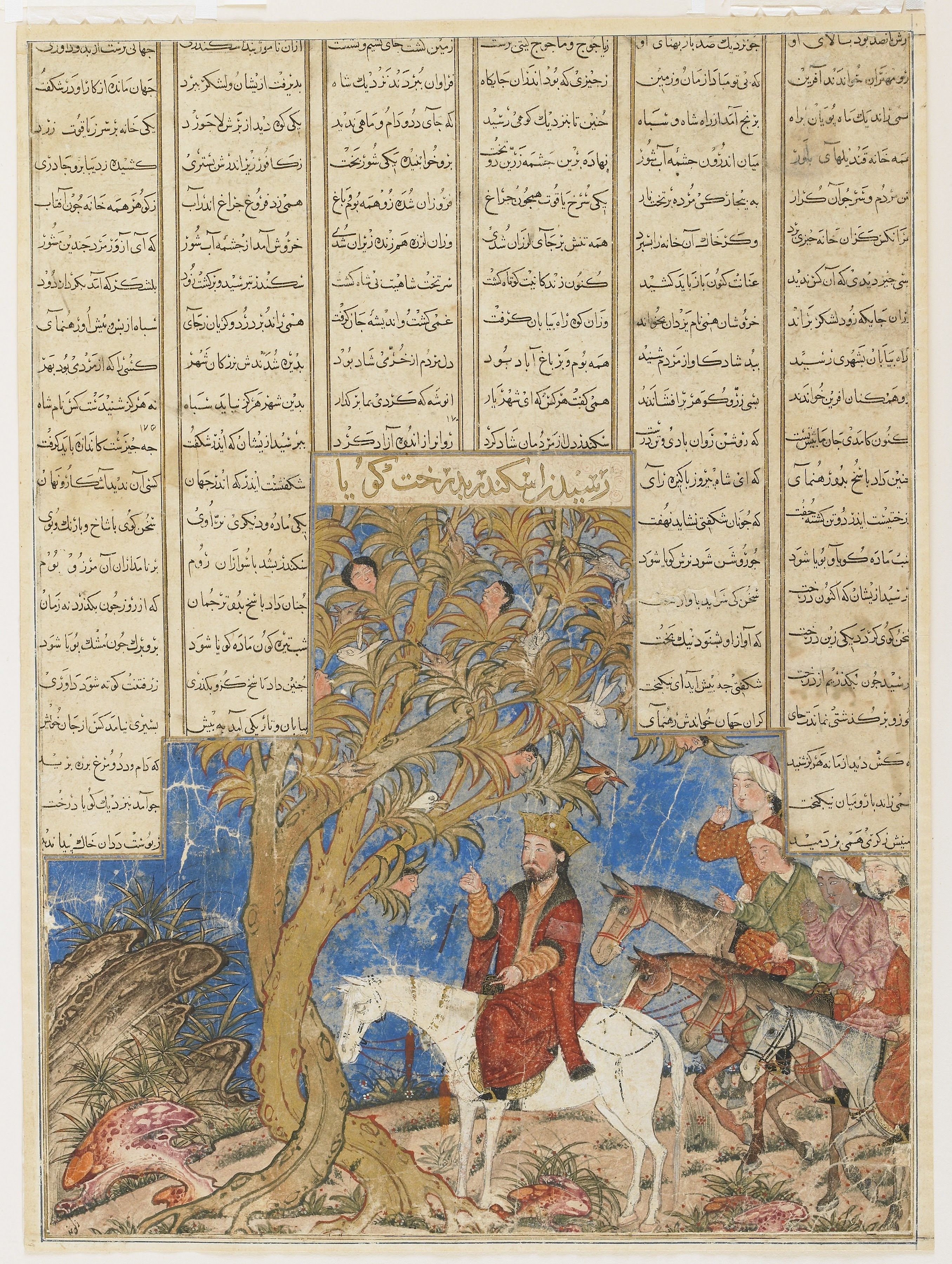
اسکندر در حال صحبت کردن با درخت نسخه‌ای از شاهنامه دوره ایلخانی حدود ۱۳۳۰ تا ۱۳۴۰ میلادی.

هنر دوران ایلخانیان از دوران‌های شاخص هنر اسلامی به‌شمار می‌رود.
مغولها در اواخر سده ششم و اوایل سده هفتم هجری بخش وسیعی از دنیای متمدن آن زمان را تصرف کردند. در پی این حمله با از بین رفتن تسلط خلیفه بغداد بر سرزمین‌هایی مانند ایران پس از یک دوره رکود، شکوفایی مجدد هنرها و علوم آغاز شد.
بزودی با تثبیت حکومت ایلخانیان، فاتحان مغول هنرمندان را که جذب دربار عباسیان شده بودند، به خدمت خود گرفتند. وارثان چنگیزخان مغول با قبول دین اسلام دست به تأسیس دولت‌هایی در ایران زدند و هنرمندان را به پایتخت‌های خود در تبریز و مراغه کشاندند، از طرفی هم به علت مصالحه‌ای که بین حاکمان محلی شیراز صورت گرفت، شیراز از گزند و یورش مغول‌ها در امان ماند و بر این منوال گروهی از هنرمندان نیز جذب شیراز شدند.
معماری و هنرهای وابسته نظیر کاشیکاری و گچبری در این دوره رشد قابل توجهی داشت.
در این دوره به سبب ارزشی که برای حفظ و احیاء آثار علمی و ادبی گذشته قائل می‌شدند، نهضت کتاب‌آرایی آغاز شد. پیش از آن عمده تولیدات هنری و کتاب‌سازی نفیس در انحصار تولید و رونویسی قرآن بود. همین آثار باعث ایجاد شیوه نقاشی این دوره شد. شیوه‌ای که از نظر فنی به مراتب قویتر از نقاشی‌های عهد سلجوقی است. تأثیر آشکار نقاشی چینی و وارد شدن عناصر تصویری چینی در آثار هنری ایران از نکات مهم در این عهد بود. آثار نگارگری این دوره را از آنجا که در تبریز پدید آمدند، به نام مکتب تبریز می‌خوانند.
از آنجا که در شیراز امنیتی نسبی به وجود آمد، هنرمندانی در آنجا دست به ایجاد آثاری متفاوت با مکتب تبریز زدند که تفاوت عمده آن‌ها در تأثیرپذیری کمتر از شیوه‌های چینی است.
در خوشنویسی نیز پس از وقفه‌ای در روند رشد آن، با رونق کتاب‌سازی خوشنویسی هم جان تازه‌ای گرفت. در این دوره در عرصه خوشنویسی اسلامی، خط خط تعلیق نخستین خط کاملاً ایرانی رایج شد. هنر تذهیب نیز مورد توجه قرار گرفت.

### ایران و آسیای مرکزی در دوران تیموریان

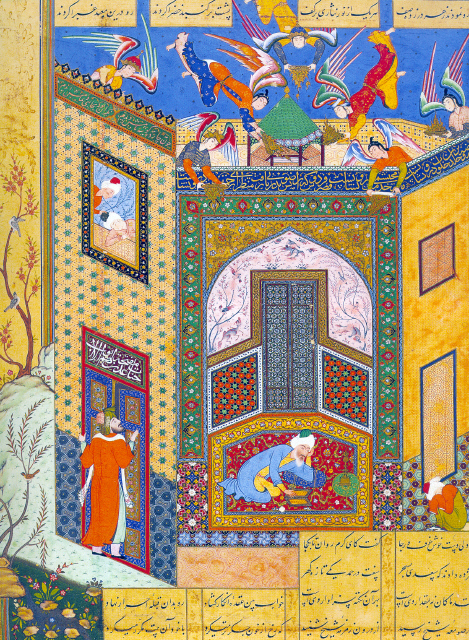
برگی از کتاب جامی که تاریخ ۱۵۵۳ میلادی کشیده شده، نمونه‌ای از هنر شکوفای دوره تیموریان

دورهٔ تیموریان ۷۷۱ – ۹۱۱ ه‍.ق/۱۳۷۰–۱۵۰۶ م) به رغم نابسامانی و منازعات داخلی و خارجی، دوره رونق فرهنگ، هنر، ادبیات، تاریخ، ریاضی و نجوم بود. دربارهای هرات، سمرقند، شیراز، تبریز و اصفهان به سبب هنرپروری و هنرمندی فرمانروایان تیموری، محل تجمع و آمد و شد هنرمندان و ادیبان برجسته بود.
تیمور با اینکه بسیار خونریز بود ولی به دانش و هنر علاقه نشان می‌داد. از این‌رو هنرمندان و صنعتگران از کشتارهایش در امان بودند. فرزند او شاهرخ و نوه‌هایش الغ‌بیگ، بایسنقر میرزا و ابراهیم میرزا نیز این سیاست را پی‌گرفتند. هنر نقاشی و خوشنویسی در دوره تیموری به شکوفایی قابل توجهی دست یافت.
فرمانروایی شاهرخ را سرآغاز یک عصر جدید و تجدید حیات در بعضی از انواع هنر معرفی کرده‌اند. در کتاب‌های پدید آمده در این دوره شامل نفیس‌ترین مینیاتورها و استادانه‌ترین خوشنویسی‌ها هستند که به زیبایی تمام صحافی و جلدآرایی گشته‌اند.
پاره‌ای از زیباترین نقاشی‌ها، ریشه در مکتب هرات دارند که به‌طور کامل با حمایت شاهزاده‌های تیموری در شهر هرات شکل گرفت و استاد بزرگ نقاشی یعنی کمال الدین بهزاد برخاسته از چنین مکتبی است. خطوط زیبای فارسی نظیر خط نستعلیق در دوره جانشینان تیمور شکل گرفت و آخرین مراحل تکاملی اش را در این دوره طی نمود. همچنین پاره‌ای از زیباترین آثار معماری ایرانی در این دوره به وجود آمد که از آن جمله می‌توان به مسجد گوهرشاد در مشهد و مسجد جامع گوهرشاد در هرات اشاره کرد.
سلطان حسین بایقرا از فرمانروایان متاخر تیموری نیز حامی هنرها، علوم و ادبیات بود. ابوسعید پادشاه توانا، با کفایت، هنردوست این خاندان نیز خود هنرمندی قابل بود. میراث فرهنگی و هنری تیموریان در دوران صفوی در ایران و گورکانیان در هند پی گرفته شد.

### آسیای صغیر در دوران عثمانی

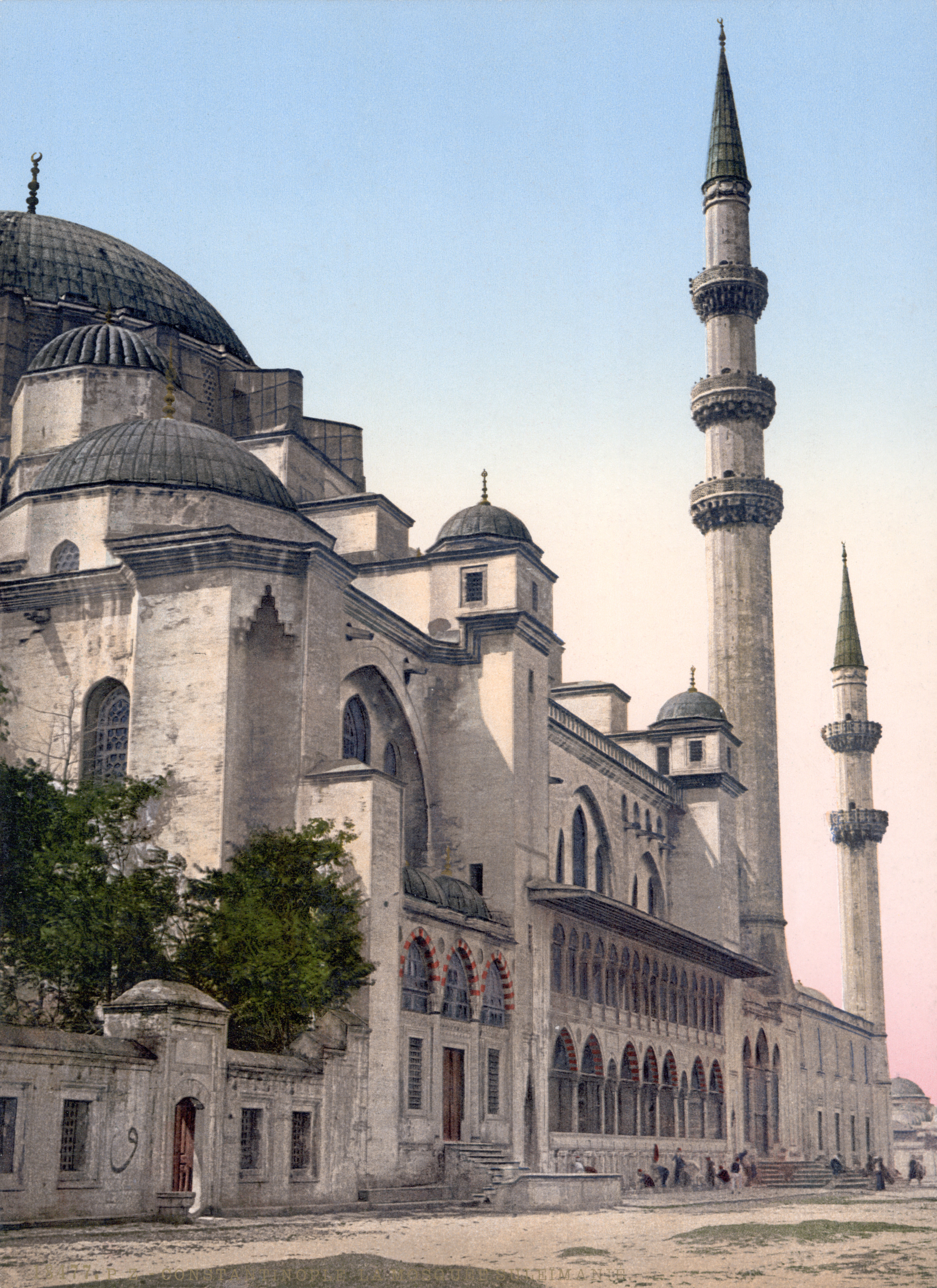
مسجد سلیمانیه در استانبول، بین ۱۸۹۰ تا ۱۹۰۰ م یکی از مشهورترین نمونه‌ای معماری مساجد جامع در دوره عثمانی

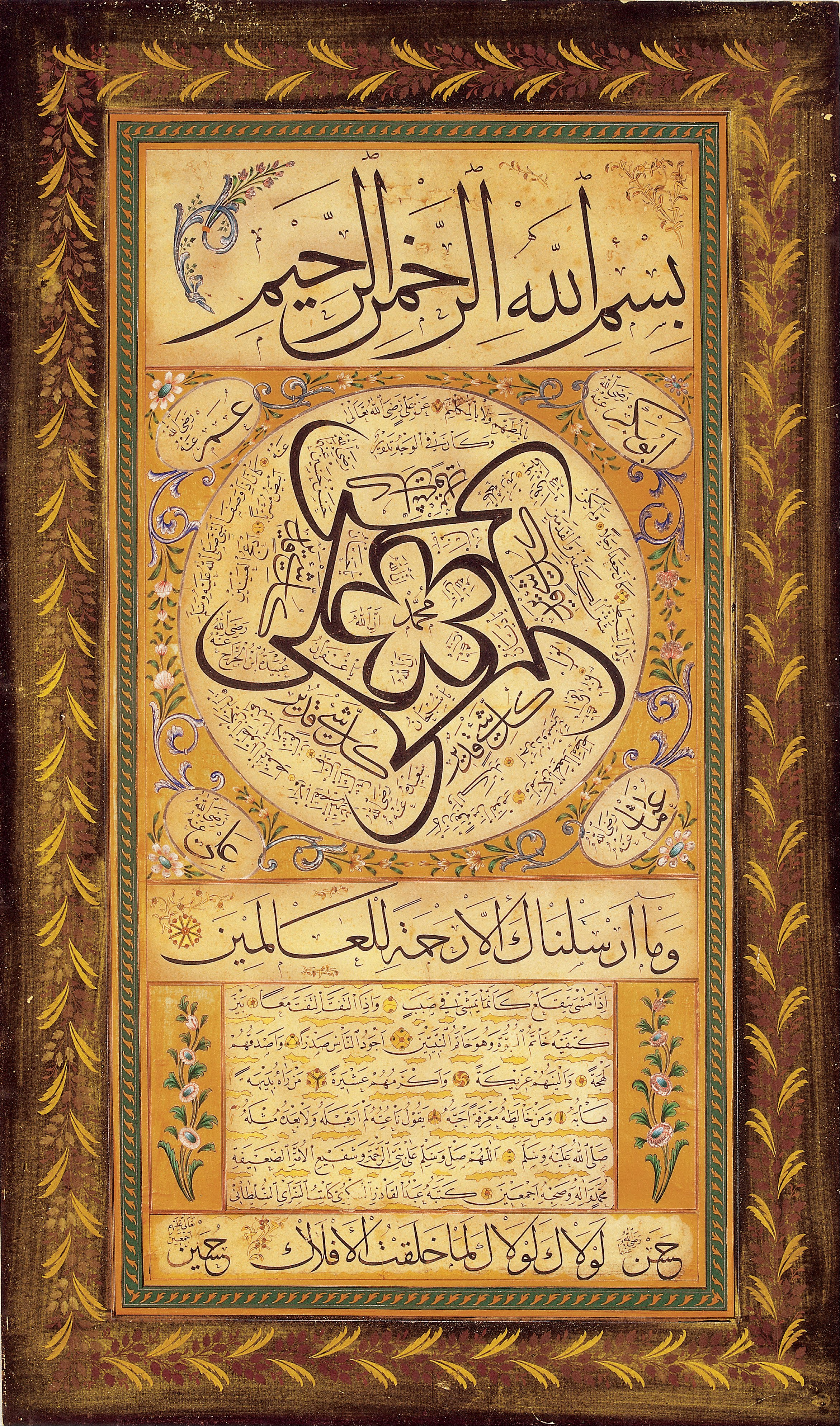
حِلیه‌نویسی، نوعی قطعه‌نویسی مذهبی است که عمدتاً مشتمل بر وصف شمایل محمد، پیامبر اسلام و گاه امامان شیعه نیز می‌شود.

امپراتوری عثمانی از سال ۱۲۸۱ تا ۱۹۲۳ میلادی بزرگ‌ترین امپراتوری بود که بر کناره‌های دریای مدیترانه، آناتولی، بخش عمده‌ای از خاورمیانه، قسمت‌هایی از شمال آفریقا و جنوب شرقی اروپا حکم می‌راند. حکمرانان عثمانی از بزرگ‌ترین پشتیبانان هنر و هنرمندان بودند و نیز به علت کشورگشایی‌های متعددی که انجام می‌دادند، هنر این دوران از فرهنگ و هنر کشورهایی که تحت سلطه آنان قرار می‌گرفتند بسیار تأثیر پذیرفته بود.
هنر معماری عثمانی در ابتدا رنگ و بوی معماری سلجوقی را داشت که خود ریشه در معماری ایغورهای ترک آسیای میانه دارد. هنر عثمانیان در قرن نهم هجری نقطهٔ اوجی برای هنر اسلامی به ویژه در معماری به‌شمار می‌رود و می‌توان عنوان کرد که مساجد این دوره در ردیف زیباترین مساجد جهان قرار دارند. معماران عثمانی به ویژه در طراحی مساجد جامع در استانبول، پایتخت مرکزی دولت عثمانی، پایه کار خود را بر موازین معماری بیزانس منطبق ساختند. مکتب معماری عثمانی به مانند مکتب اسپانیا از تفکر اولیه اسلام پیروی ننمود. در این شیوه شاهد توجه بیش از حد معمار به نمای بیرونی بنا هستیم. استفاده از نمای بیرونی پرابهت و با شکوه، تعدد گنبدهای فرعی، گنبد خانهٔ مرکزی وسیع و فراخ، شبستان‌ها در طرفین گنبدخانه، استفاده از مناره‌ها در چهار سوی بنا به شیوه‌ای بیزانسی، قوس‌ها و طاق‌های پلکانی و استفاده از سنگ به‌عنوان مصالح اولیه از ویژگی‌های معماری عثمانی به‌شمار می‌روند.
علاقه حکمرانان عثمانی به نقاشی باعث شد که آنان علاوه بر تشویق هنرمندان محلی، هنرمندان اروپایی را نیز به ترکیه دعوت کنند. توجه نقاشی عثمانی به جنبه‌های داستانی و تاریخی، آثار آنان را از نقاشی ایرانی متمایز می‌کند. در دوران عثمانی کارهای بسیار ظریف مینیاتور به چشم می‌خورد. در دوران فاتح سلطان محمد نقاشی‌هایی از غرب به عثمانی آورده شده و چند نقاش نیز به ایتالیا اعزام شدند. در عثمانی، هنرمندان تذهیبکار جلوه زیادی نکردند و اگر این هنر رشدی کرد، به خاطر هنرمندان ایرانی بود که با مهاجرت به عثمانی، بنیان‌گذار مکتب هنری در آن دیار شدند.

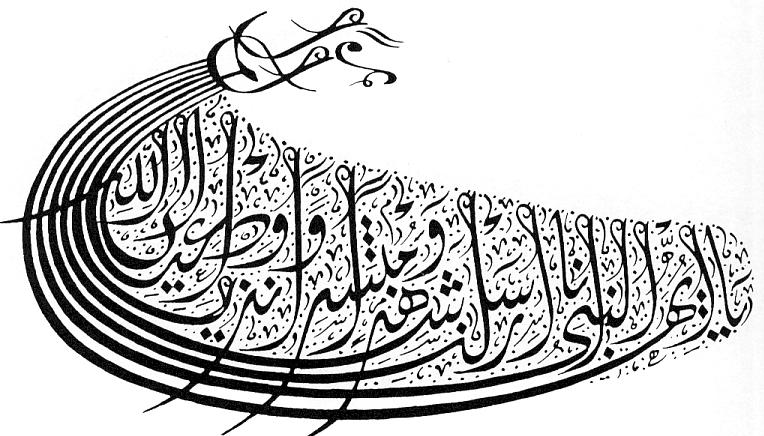
نمونه‌ای از خط دیوانی که توسط کاتبان عثمانی برای رقابت با خط ایرانی خط تعلیق و نگارش امور اداری و دیوانی به‌وجود آمد. "یَا أَیُّهَا النَّبِیُّ إِنَّا أَرْسَلْنَاکَ شَاهِدًا وَ مُبَشِّرًا وَ نَذِیرًا وَ دَاعِیًا إِلَی اللَّهِ"

خوشنویسی در دوران عثمانی بسیار مورد توجه بود و کاتبان عثمانی افزون بر رشد خط ثلث، خط دیوانی را پدیدآورده و به اوج رساندند. خوشنویسی در دوره امپراتوری عثمانی دوره طلایی خود را گذراند. در این دوران با خط ثلث آثار فاخری در زمینه مذهبی به وجود آمد. حتی خط نستعلیق که خاص ایرانیان است در آن سرزمین رواج و محبوبیت نسبی یافت.
در دوره عثمانی انواع هنرهای صناعی و صنایع دستی رونق داشت مانند ساخت جواهرآلات و اثرهای هنری که به وسیلهٔ سنگ‌های قیمتی یا فلز و سنگ تولید می‌شود؛ کار بر روی چوب که با روش‌هایی چون رنگ‌آمیزی، کنده‌کاری، برجسته‌کاری، تراشیدن، روکش و پختن چوب همراه بود؛ فلزکاری بر روی برنز و پس از آن مس، طلا و نقره که با روش کوبیدن و ریخته‌گری انجام می‌شد؛ ساختن آلات موسیقی با استفاده از انواع چوب و سیم و پوست حیوانات؛ انواع چینیهای مختلف، هنر شیشه به اشکال گوناگون مانند تزیینات پنجره‌های شفاف یا به عنوان منجوق چشم خوردن؛ سنگ‌کاری که غیر از معماری در سنگ‌های قبور دیده می‌شود و با روش‌های منبت کاری، حک و کنده‌کاری و برجسته‌کاری به انجام می‌رسید؛ سبدبافی؛ نمدمالی و ده‌ها هنر صناعی دیگر که توسط هنرمندان و صنعتکاران انجام می‌شد.

### ایران در دوران صفوی

نگارگری دورهٔ صفوی، تصویر رقص زنان با لباس‌های شفاف روی دیواری از کاخ چهلستون، اصفهان

هنر دورهٔ صفوی (برابر ۱۱۳۵–۹۰۷ ه‍.ق/ ۱۷۲۲–۱۵۰۱ م) از درخشان‌ترین دوران‌های هنر ایران است. هنر این دوره در بسیاری از زمینه‌ها، ادامهٔ دوران طلایی هنر دربار تیموریان به‌شمار می‌رود. معماری صفوی یا نقاشی و خوشنویسی این دوره، کاملاً ادامه میراثی است که از تیموریان برجای ماند. به‌ویژه که حاکمان صفوی با حمایت گسترده خویش، این میراث را درخشان تر نموده، باعث رشد و گسترش آن شدند.
در طی دوره صفویان آثار هنری بسیاری در ایران ساخته شد. حکمرانان صفوی اهمیت زیادی به فرهنگ و هنر و تمدن اسلامی(هنر اسلامی) می‌دادند.
معماری، نگارگری، خوشنویسی، قالی‌بافی، فلزکاری، سفالگری، پارچه‌آرایی و بسیاری از هنرهای صناعی در دوره صفوی رشد چشمگیر داشتند و در این دوره در همهٔ این رشته‌های هنری، آثار ارزشمندی پدید آمد که جدا از نگارگری‌ها و خوشنویسی‌های زیبای بسیار، بناهای معماری مهمی مانند مسجد شیخ لطف‌الله، مسجد شاه اصفهان و مدرسه چهارباغ شهرت جهانی دارند. قالی اردبیل هم که اکنون در موزه بریتانیا نگهداری می‌شود یکی از آثار درخشان این دوره است. شهرهای مهم هنرپرور در عصر صفویان، اصفهان، تبریز، هرات و قزوین بوده‌اند.
از هنرمندان دوره صفوی، کمال‌الدین بهزاد، رضا عباسی، علیرضا عباسی، میرعماد، آقامیرک و حسین بنا اصفهانی شناخته شده‌تر هستند.

### هند در دوران گورکانیان

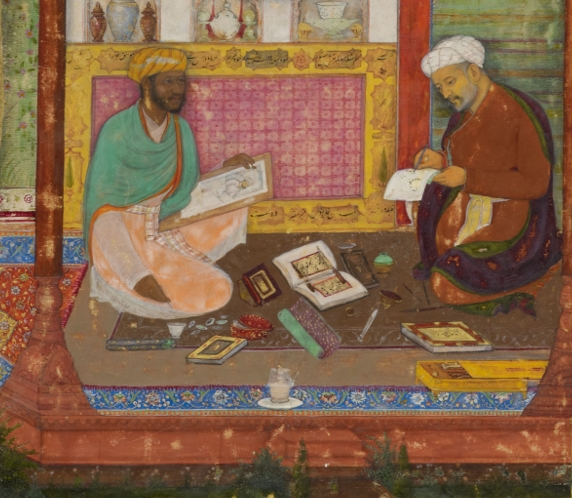
خوشنویس و نقاش. بخشی از یک مینیاتور به شیوه مغول یا گورکانی مربوط به خمسه نظامی که برای اکبرشاه در ۱۵۹۵ م ساخته شده‌است و خوش‌نویس صاحب‌نام عبدالرحیم عنبرین‌قلم و دولت نقاش را در کارگاه شاهی نشان می‌دهد.

دوره گورکانیان هند (۱۵۲۶–۱۸۵۷ م) را آخرین عصر طلایی امپراتوری‌های اسلامی می‌نامند. مقارن زمان برخاستن صفویه یکی از نوادگان تیمور به‌نام بابُر که در منطقه فرارود حکومت می‌کرد به هند حمله و آنجا را فتح کرد و بر خلاف جدش تیمور یا سلطان محمود غزنوی، در همان‌جا ساکن شد و سلسله درخشان گورکانیان هند یا امپراتوری مغولی هند را بنیان نهاد. سلسله‌ای که برخی از شکوهمندترین آثار هنری و معماری نظیر بنای تاج محل در دوره ایشان بنا شده‌است.

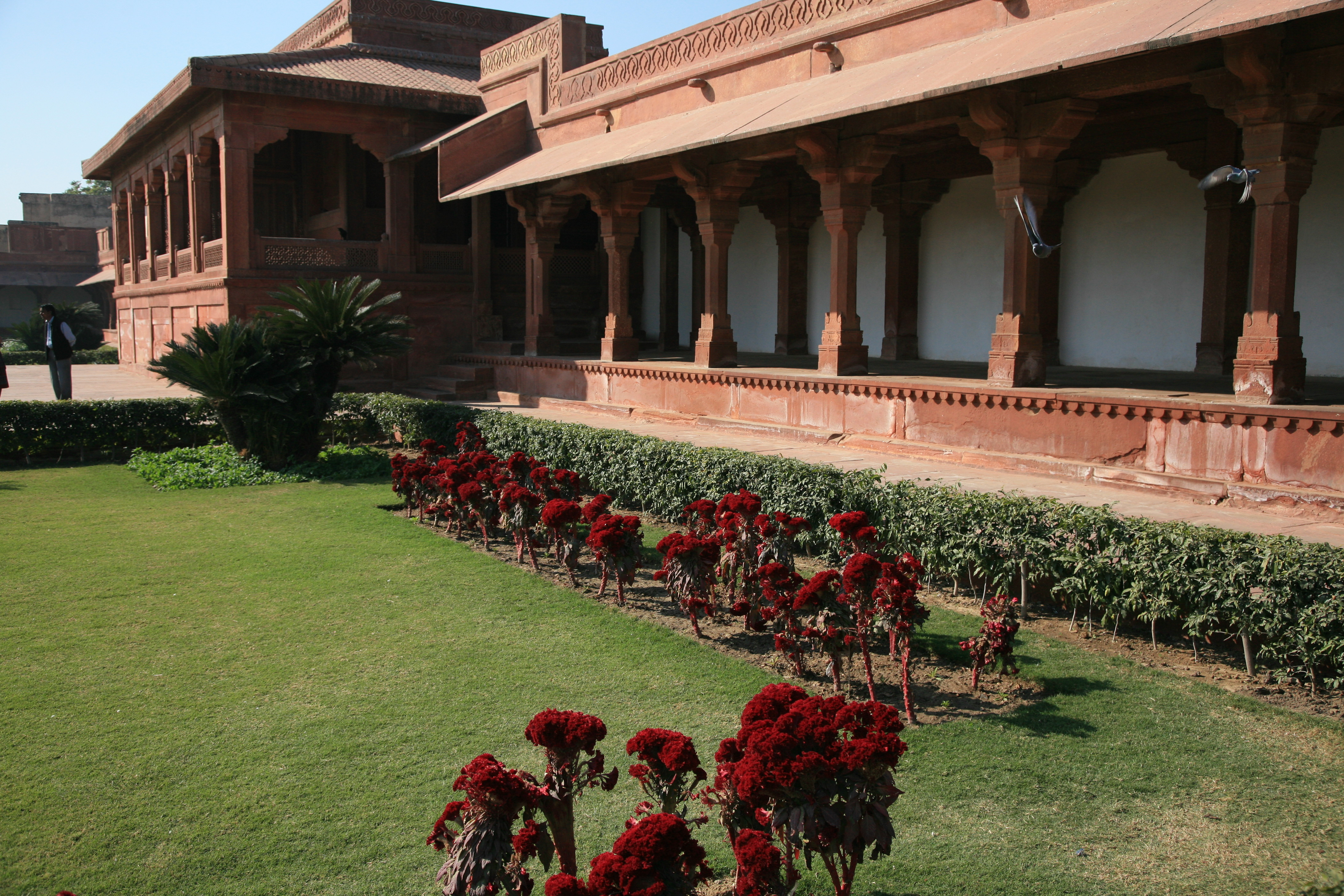
دیوان عام از قصر اکبرشاه در دوره گورکانیان هند در فاتح‌پورسیکری

پادشاهان گورکانی هند به هنر عشق می‌ورزیدند و دربار آنان مجمع هنرمندان مختلفی از سراسر دنیا به‌ویژه از ایران و تاحدی عثمانی بود. بسیاری از هنرمندان ایرانی در پی زوال و فروپاشی سلسله صفوی به دعوت امپراتوران یا حاکمان محلی هند به‌آن دیار مهاجرت کردند و گروهی نیز به دنبل یافتن بختی جدید، خود اقدام به جلای وطن کردند. از این رو ادامه سنت هنر تیموری و هنر درخشان صفوی به خوبی در دوره گورکانیان هند قابل مشاهده است. نقاشی، خوشنویسی و معماری و حتی شعر پارسی به بهترین نحو مورد پذیرش و حمایت امپراتوران گورکانی هند قرار گرفت. هنرمندان مختلف با حمایت و سرمایه امپراتوران گورکانی و درآمیختن هنر خود با برخی از عناصر هندی، ترکی و بومی آثار فاخری خلق کردند.
افزون بر امپراتوران گورکانی سایر حکام محلی هند نیز مانند حکمرانان سلسله‌های مختلف سلطنت دهلی در شمال شبه قاره هند و بهمنی‌ها، عادل‌شاهیان، نظام‌شاهیان احمدنگر و نظام حیدرآباد در دکن نیز حامیان گشاده‌دستی برای هنر به‌ویژه هنرهای ایرانی بودند.

### ایران در دوران زند و قاجار

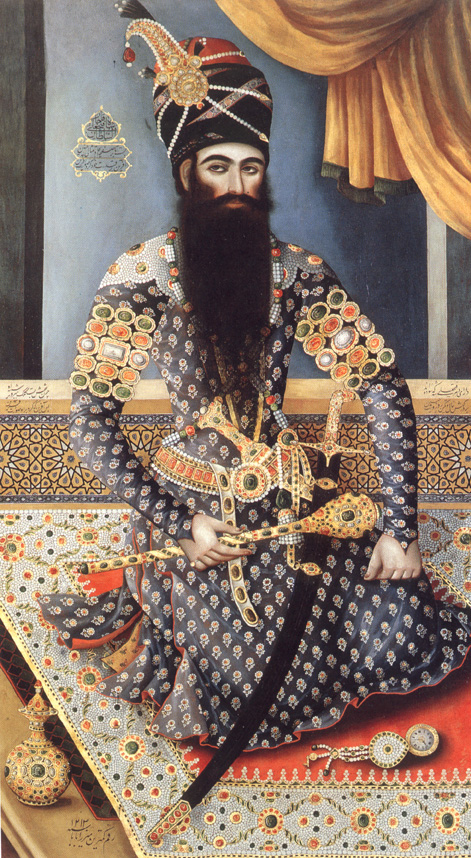
فتحعلی‌شاه قاجار اثر میرزا بابا. آمیختگی سنت نقاشی ایرانی و نقاشی اروپایی در این اثر مشهود است.

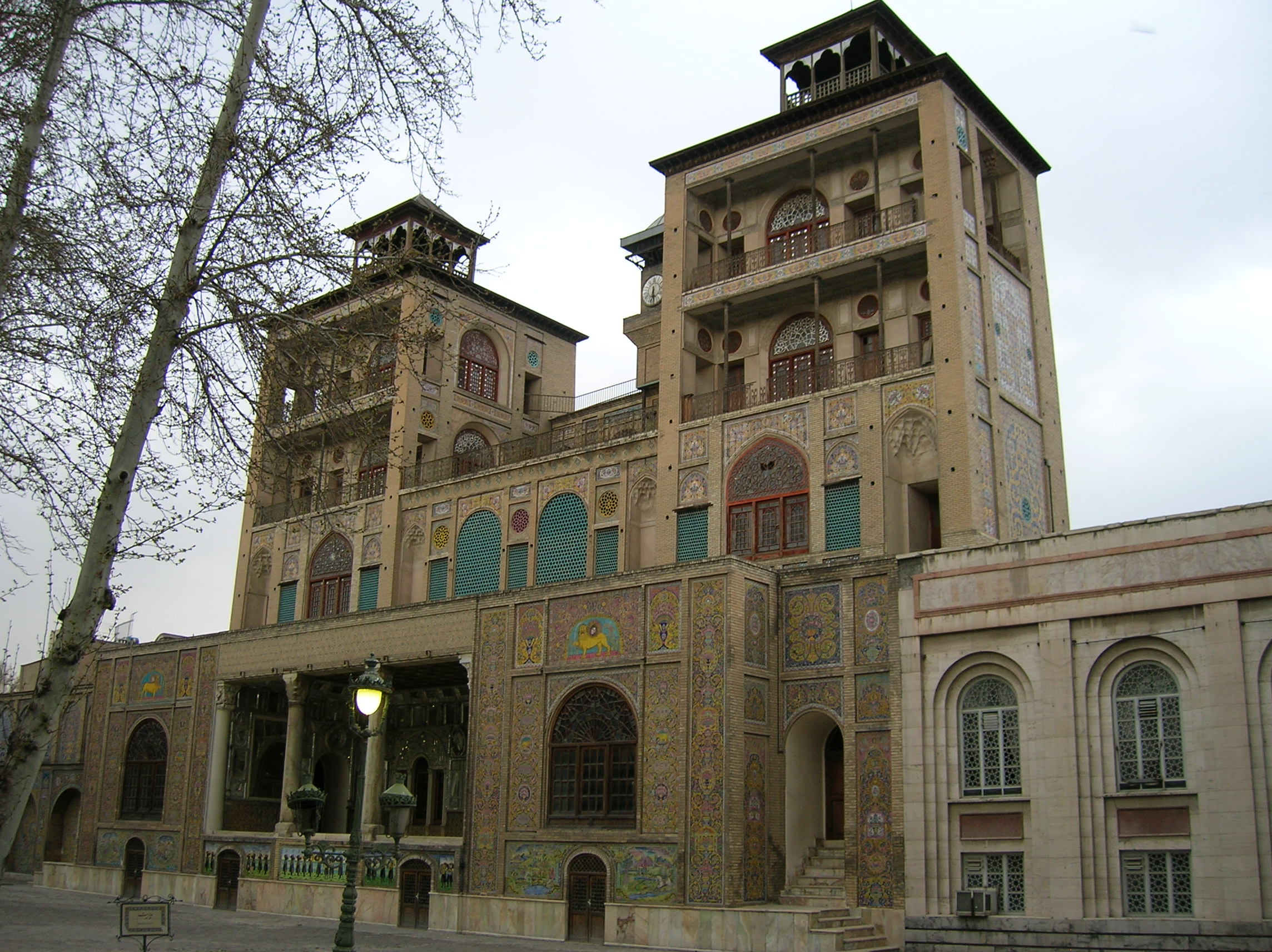
بنای شمس‌العماره از درون محوطه کاخ گلستان نمونه‌ای از معماری تلفیقی دوره قاجار

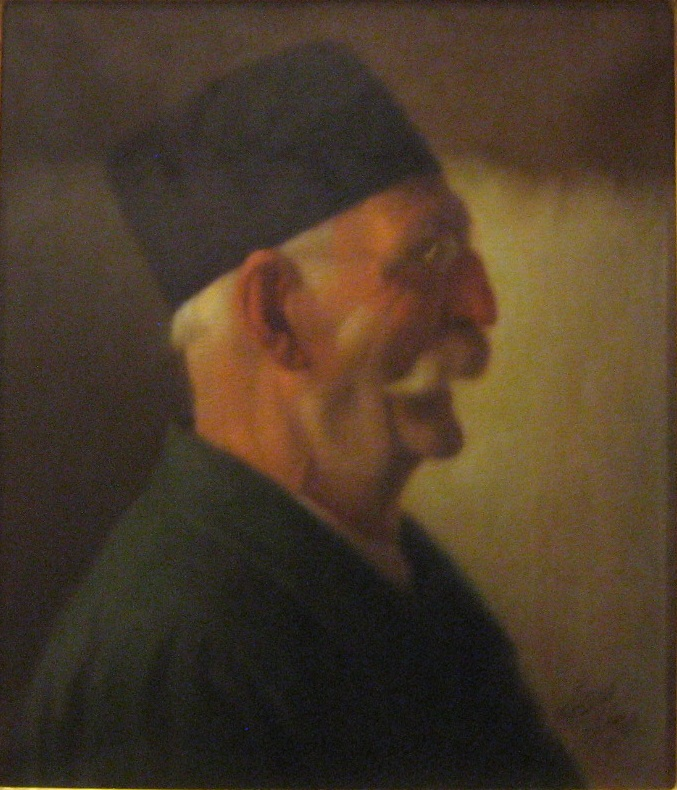
خودنگاره. اثر کمال‌الملک هنرمندی که بیش از همه سنت دیرینه نقاشی ایرانی را با پایه‌ریزی سنتی جدید دگرگون کرد.

هنر دوره قاجار را می‌توان آخرین بازمانده از دوران طلایی هنرهای اسلامی برشمرد و از این رو بسیار درخور توجه‌است. هنر این دوره به دلیل نزدیکی به دوره معاصر نیز دارای اهمیت است و بسیاری از کارهای هنری که هم‌اکنون صورت می‌گیرد دارای ریشه‌هایی در هنر دوره قاجار است. تأثیر شدید هنرهای غربی که آشکارا در هنرهای اسلامی معاصر دیده می‌شود از این دوران رخ نمود.
در دوران‌های افشار، طایفه زند و قاجار نابسامانی‌های اوضاع سیاسی، اجتماعی و اقتصادی پس از فروپاشی امپراتوری صفوی، تضعیف پشتوانه فرهنگی و نبود حامیان گشاده‌دست برای هنرمندان، فقدان جهت‌گیری و مدیریت مشخص در عرصه فرهنگی و هنری و دلایل دیگری از این دست راه تقلید آگاهانه یا ناآگاهانه از هنر اروپایی را گشود.
به‌طور کلی هنرها در زمان قاجار تلفیقی است از ادامهٔ هنرهای دوره‌های قبل از خود و هنرهای وارداتی اروپایی آن‌هم در سطحی نازل. هرچه به اواخر این دوران نزدیکتر می‌شویم غلظت تأثیرپذیری از غرب بر هنرهای سنتی ایران می‌چربد.
هرچند جامعهٔ قاجاری، جامعه‌ای سنتی بود اما نوعی گرایش و نگاه مثبت به هنر غرب پدید آمد و به تدریج فراگیر شد. در این دوران از عهد عباس میرزا پسر فتحعلی شاه و پس از جنگ‌های ایران و روس و شکست‌های پیاپی ایران و سپس تلاش‌های قائم مقام فراهانی و امیرکبیر، تحولاتی در روند نوآوری انجام گرفت که حاصل آن نوسازی قشون، ورود صنعت چاپ و رواج مطبوعات، ورود برخی کارخانجات، تأسیس مدارس به سبک جدید و فرستادن دانشجو به خارج از کشور برای کسب علم و هنر بود.
در زمان فتحعلی‌شاه دومین شاه قاجار، هرچند هنر تا حدی تحت تأثیر هنر غرب قرار داشت اما به شدت متأثر از هنر دورهٔ صفوی بود و نوعی علاقه به بازگشت به سنت وجود داشت. در معماری علاوه بر بناهای کم‌اهمیت، ساخت بناهای عام‌المنفعه مثل ساختن پل و قنات و مرمت آرامگاه‌های ملی نیز به انجام رسید. خوشنویسی پس از یک دوره فطرت که با فروپاشی صفوی و مهاجرت خوشنویسان به هند و عثمانی شکل گرفته ود دوباره رجعتی نو یافت. از دوره فتحعلی‌شاه که شیفته ایران باستان بود چند نقش برجسته به سبک ساسانی به یادگار مانده‌است. دورهٔ سلطنت محمدشاه از نظر هنری دورهٔ تحکیم به‌شمار می‌رفت و نه تکامل.
دوره طولانی و با ثبات سلطنت ناصرالدین‌شاه فصل نوینی در هنرهای قاجاری گشود. در این دوره امکان پرداختن به امور هنری و تجمل‌گرایی برای درباریان، شاهزادگان و اشراف و ثروتمندان تاحدی به وجود آمد؛ خود شاه هم از ذوق بی‌بهره نبود. از این رو و با حمایت آنان هنر و صنایع ظریف رونق پیدا کرد و جانی تازه یافت. در این زمان صنعت چاپ که پیشتر وارد ایران شده بود، رواج یافت. درباریان و اعیان و اشراف ایران به پیروی از سرمشق‌های اروپائی خود و از روی خودنمائی و چشم و هم چشمی به نقاشی علاقه نشان می‌دادند. ایشان به نوعی تجمل هنری احتیاج پیدا کرده بودند که نتیجه عملی آن رونق کار تصویرگران و معماران بود. در چنین محیط فرهنگی و اجتماعی و با رقابت شاهزادگان و طبقات ممتاز شهرهایی چون تهران، اصفهان، تبریز یا شیراز در جلب هنرمندان مختلف رونقی بیش از گذشته گرفت. در زمینه معماری اگر چه در این دوران هنوز در گوشه و کنار کشور نشانه‌هایی از ادامهٔ شیوهٔ پیشین معماری موسوم به شیوهٔ اصفهانی به چشم می‌خورد و بناهای درخشانی ساخته می‌شد اما شروع انحطاط شیوهٔ اصفهانی در معماری از دوران محمد شاه قاجار رقم خورد هرچند این سستی و افول، پیش‌تر در دورهٔ افشار و زند آغاز شده بود در این مرحله کیفیت رنگ‌ها و غنا و شفافیت کاشی‌ها رنگ باخت و مصالح به کار رفته در بنا و شیوهٔ ساخت و ارئه تزیینات افت چشم‌گیری کرد. با این وجود در این دوره به تزیینات توجه فراوانی شد که آن را در کاخ‌ها و منازل مسکونی مهم این دوره می‌توان مشاهده کرد. آیینه‌کاری و گچ‌کاری به سرعت رایج شد و سقف‌های چوبی خانه‌ها نقاشی شدند. در این دوره نوآوری‌های اساسی در معماری مذهبی و سنتی بازارها، حمام‌ها و کاروانسراها صورت گرفت.
در این دوره خطاطان بزرگی پا به عرصه میدان نستعلیق و خط نسخ و ثلث نهادند و در توسعه آن کوشیدند. با ظهور پدیده چاپ و چاپ سنگی و همچنین گسستگی ارتباط خوشنویسان با سلسله استادان قدیمی در خط ایرانی به ویژه نستعلیق‌نویسی تغییراتی حاصل شد.
در زمینه هنر نمایش رواج رونق تکیه به این عهد بازمی‌گردد. در آغاز سلطنت ناصرالدین شاه بین دویست تا سیصد محل جداگانه برای برگزاری تعذیه اعم از تکیه و حسینیه و میدان وجود داشت. هنر عکاسی در این زمان وارد ایران شد و ناصرالدین شاه شخصاً در این هنر دست داشت. پیدایش مطبوعات و چاپ راه را برای ظهور هنر مدرن گرافیک گشود.
به‌طور کلی هنر قاجاری در سطح نازل‌تری نسبت به هنر دوره‌های قبلی ارزیابی می‌شود و اغلب آثار پدید آمده در این دوران دارای شکوه و عظمت پیشین نبودند.

### دوران معاصر
هنر اسلامی نه تنها هنری است که به طور خاص در خدمت دین اسلام ایجاد شده بلکه به توصیف هنر و معماری تاریخی در سرزمین‌های تحت حکومت مسلمانان نیز می پردازد.از آنجایی که اسلام نه تنها یک دین، بلکه یک شیوه زندگی است، فرهنگی متمایز را با زبان هنری منحصر به فرد خود در سراسر جهان اسلام منعکس کرد. این هنر معنوی به روز و جهانی است، بیشترخاصیت انتزاعی دارد و مقید به زمان و مکان خاصی نیست. هنری توحیدی است و همه چيز را به يك مبدا واحد رجعت مي‌دهد، آنچه در معماري مساجد، خطوط و حروف در خوشنويسي قرآني، شعر و... ديده مي‌شود از اين قبيل مي‌باشد. اما در مورد نقش هنر اسلامی در دوران معاصر می توان گفت،هنر اسلامی در طول دوران خود توانسته در هنر معاصر ایران نقش داشته باشد، هنر ایرانی رابطه عمیقی با دین اسلام دارد و بسیاری از شاخه‌های هنری که در حال حاضر می‌توانیم در جامعه ببینیم، یا از مباحث دینی سرچشمه گرفته‌اند و یا با اتکا به آن‌ها پرورش یافته‌اند.هنر اسلامی نه تنها در ایران بلکه از دیرباز بر هنر کشورهای غربی نیز تاثیرات زیادی داشته است .

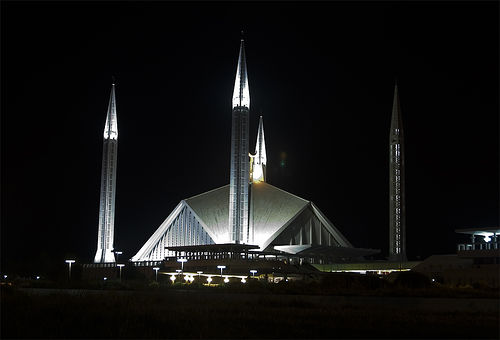
مسجد شاه فیصل در اسلام‌آباد پاکستان ساخت ۱۹۶۹ تا ۱۹۹۳

## مطالعات بیشتر
- Abdullahi Y. , Embi M. R. B (2015). Of Abstract Vegetal Ornaments On Islamic Architecture. International Journal of Architectural Research: Archnet-IJAR. {{cite book}}: External link in |title= (help)
- Yahya Abdullahi, Mohamed Rashid Bin Embi (2013). of Islamic geometric patterns. Frontiers of Architectural Research: Elsevier. {{cite book}}: External link in |title= (help)